# Rimouski
Pour les articles homonymes, voir Rimouski (homonymie), Histoire de Rimouski, Incendie de Rimouski, Seigneurie de Rimouski et Rivière Rimouski.
Rimouski, est une ville canadienne de la province de Québec. Elle est le chef-lieu de la municipalité régionale de comté (MRC) de Rimouski-Neigette, dans la région du Bas-Saint-Laurent. Elle se trouve sur la rive sud de l'estuaire du Saint-Laurent, à environ 300 km en aval de la Ville de Québec. Sa devise est Legi patrum fidelis (« Fidèles à la loi de nos pères »).
Elle a été fondée le 7 juillet 1696 par René Lepage de Sainte-Claire (1656-1718), qui s'y établit à l'âge de quarante ans sur une seigneurie située à la confluence du fleuve Saint-Laurent et de la rivière Rimouski. À ses débuts, le développement de la localité reposait principalement sur la pêche, la chasse, l'exploitation forestière et l'agriculture.
D'abord à vocation agricole, elle connaît un premier essor au XIXe siècle grâce à l'exploitation de ses ressources forestières. Elle s'impose progressivement comme centre régional de services avec l'érection d'un diocèse catholique ayant juridiction sur la Gaspésie, et de la Côte-Nord, ainsi que par son rôle dans la navigation fluviale dans l'estuaire du Saint-Laurent. Avec le déclin de l'industrie forestière, et du trafic maritime au milieu du XXe siècle. La ville profite de sa position stratégique, et économique pour s'imposer comme plaque tournante dans le développement initial de la Côte-Nord.
À compter des années 1960, le développement de l'État providence, et la tertiarisation de l'économie québécoise profitent à la ville. Elle transforme graduellement ses institutions religieuses et accueille l'administration publique, un évêché catholique, l'hôpital régional, le Cégep de Rimouski ainsi que l'Université du Québec à Rimouski, seule université de cette région du Québec.
Rimouski est aujourd'hui un important pôle tertiaire pour l'Est du Québec, particulièrement actif dans les services publics et privés, l'éducation, les sciences de la mer et le tourisme. L'économie locale repose également sur des industries telles que la transformation de l'acier, les télécommunications, le transport et la recherche appliquée. Des secteurs comme la production de bière, de spiritueux et la pêche complètent cette diversité économique. En 2021, sa population s'élève à 48 935 habitants, ce qui en fait l'une des principales villes de l'Est du Québec.

## Toponymie

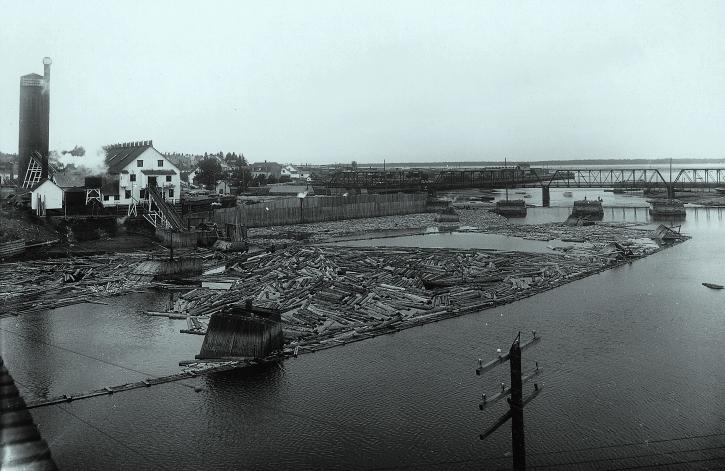
Scierie Price sur la rivière Rimouski en 1914.

Le nom de la ville est tiré du nom de la rivière Rimouski, au bord de laquelle elle a été établie. Il est mentionné dans l'acte de concession original de la seigneurie de Rimouski en 1688. Selon la Commission de toponymie, plusieurs théories circulent sur l'origine du toponyme. Louis-François Richer Laflèche l'associe à un mot micmac animouski, de animousk, chien et ki ou gi, demeure.
Cette interprétation semble être confirmée dans l'ouvrage du chef abénaquis Joseph Laurent, pour qui Arimoski signifie la terre ou le pays des chiens. L'utilisation du mot chien pourrait faire référence à la présence dans l'estuaire de phoques, appelés loups marins ou chiens marins à une certaine époque. Cette interprétation est toutefois contestée par l'abbé Cyprien Tanguay, qui lui donne plutôt le sens de terre de l'orignal. Cette deuxième interprétation, quoique fréquente, est remise en doute.
L'abbé Charles Guay (1845-1922), vicaire à la cathédrale de Rimouski, auteur entre autres de Chronique de Rimouski (volumes I et II), rapporte de source micmaque, que le terme demeure de chien aurait une connotation péjorative liée au fait qu'il était impossible de naviguer entre la terre ferme et l'île Saint-Barnabé à marée basse pour atteindre la côte Sud, et l'embouchure de la rivière sur les bords de laquelle les Micmacs habitaient pendant l'été. Contrariés par le fait de devoir attendre la marée haute, ils auraient nommé cet endroit « demeure du chien », qui est à l'origine du mot Rimouski.
Les citoyens de Rimouski sont appelés Rimouskois et Rimouskoises.

## Géographie
Située sur la rive droite de l'estuaire maritime du Saint-Laurent à environ 312 km à l'Est en aval de celle de Québec, la ville de Rimouski est située dans la municipalité régionale de comté de Rimouski-Neigette, dans la région administrative du Bas-Saint-Laurent. Rimouski constitue le centre de service de la région du Bas-Saint-Laurent et offre plusieurs attraits touristiques. Elle est le siège de plusieurs entreprises privées, institutions ou bureaux gouvernementaux qui desservent la région.

### Relief

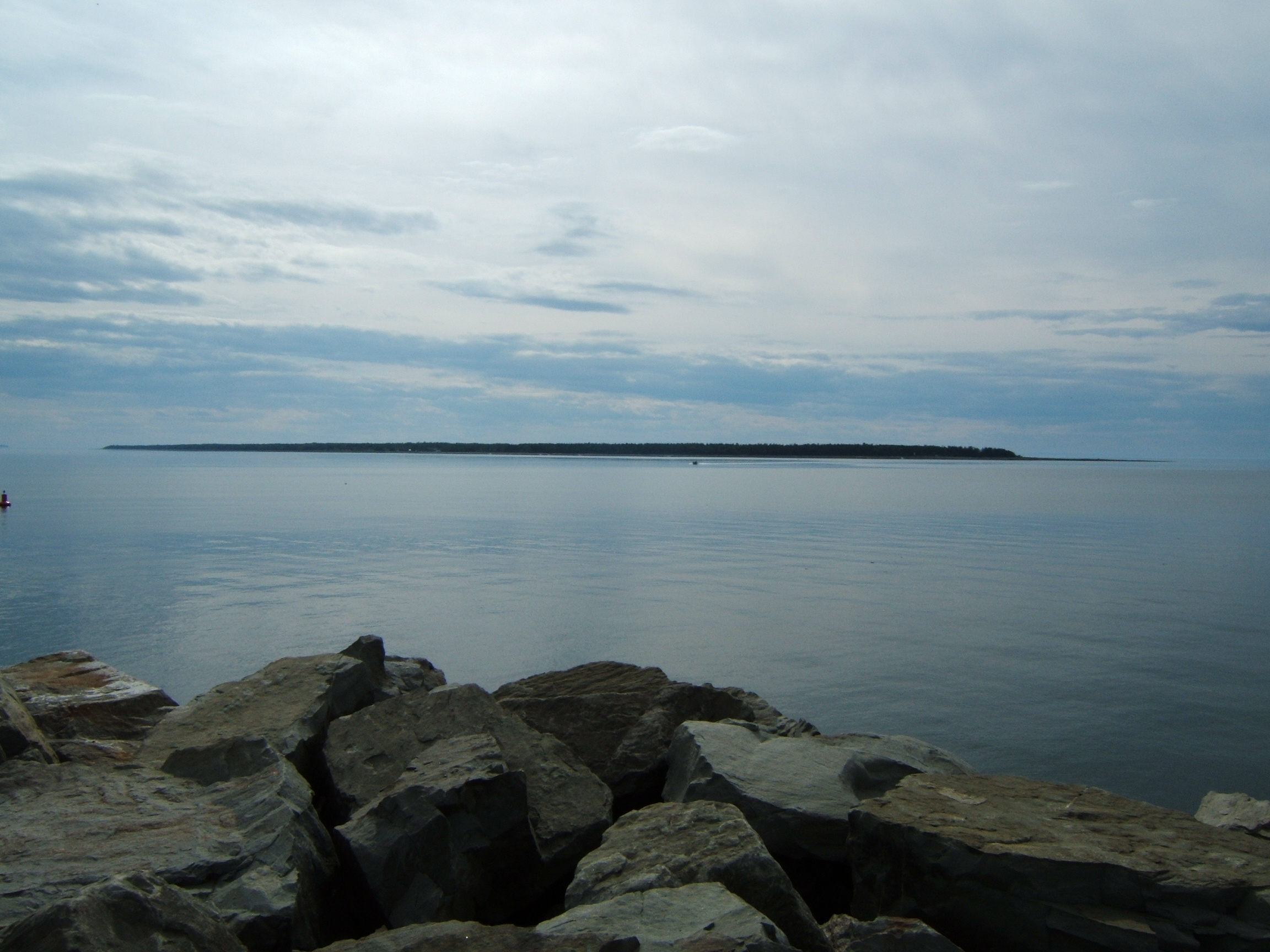
L'île Saint-Barnabé vue de la rive de Rimouski.

Le relief actuel de Rimouski est caractérisé par trois gradins. Un premier gradin, délimité par l'île Saint-Barnabé au nord et la colline du Sommet au sud s'étend du district de Sacré-Cœur jusqu'à celui de Rimouski-Est. Ces basses terres, s'élevant du niveau de la mer à 200 m, ne constituent qu'une étroite bande qui a accueilli les premiers établissements sur le territoire. Plus au sud, le Bas-Plateau, une zone intermédiaire dont l'altitude varie de 200  à   300 m, est suivi du Moyen-Plateau. Les deux dernières zones sont séparées par un accident de terrain, la faille de Neigette.
L'orientation générale de la région survient très tôt : les différentes contraintes latérales survenues durant les orogenèses taconiennes et acadienne, durant l'Ordovicien et le Dévonien (entre 450 et 370 millions d'années), compressent et plissent le terrain formant les Appalaches. La formation de cette chaîne de montagnes donne à la région son orientation sud-ouest/nord-est. L'érosion émousse graduellement les roches d'origine sédimentaire et le relief se transforme graduellement en pénéplaine, avant d'être soulevé à nouveau pour devenir un plateau.
L'érosion profite aussi des faiblesses dans la roche, comme les schistes, les lignes de faille, les fractures, les zones de broyage ou de contact géologique pour former des vallées. Au début du Pléistocène, il y a 1,6 million d'années, une épaisse couche de glace recouvre la région qui s'enfonce de 200 m et décape la roche. La glace, qui atteint quelques milliers de mètres d'épaisseur, a recouvert la région à quatre reprises au Quaternaire, le plus récent épisode étant connu sous le nom de glaciation du Wisconsin ou Wisconsinien.
La région est traversée par la vallée de la rivière Rimouski qui draine un bassin-versant de 1 598 km2, essentiellement dans le Moyen-Plateau. La rivière exploite les faiblesses du socle rocheux et contourne les principaux accidents de relief pour se jeter dans le fleuve à l'ouest du centre-ville actuel. À l'embouchure, le trait de côte forme un léger rentrant, la baie de Rimouski, qui est presque totalement découverte à marée basse.
La plus grande partie de l'actuelle ville de Rimouski était couverte de 150 m d'eau salée, il y a 12 000 ans alors qu'une calotte polaire occupait l'arrière-pays.

### îles
Sept îles se retrouvent sur le territoire de Rimouski. Chacune possède sa propre histoire qui enrichit notre milieu de vie. Celles-ci ne sont pas habitées et protégées de tout développement ou exploitation humaine. Elles sont principalement situées dans deux secteurs. Deux sont situées face au centre-ville et cinq face au district Le Bic. Les îles dans le district Le Bic font partie du réseau de la Sépaq. Diverses activités, facilités et animation à l'année.
Ces îles peuvent être visitées en saison, sauf l'île Bicquette qui est protégée. L'île Saint-Barnabé est desservie par un service de navette exploité par la SOPER et dont les départs se font à partir de la marina..
Les îles sont :
- île Saint-Barnabé. Lieu historique de Toussaint Cartier. Habitat du Grand Héron, emblème du Festi Jazz International de Rimouski. Visite et animation en saison à partir de la marina. Camping pour tentes.
- Îlet Canuel. Plus près que de l'Île Saint-Barnabé. D'une longue de 1,2 km et à son maximum de 200 m, superficie de 149,765 m². Son nom rappelle le souvenir d'un agriculteur propriétaire d'une terre vis-à-vis de l'île, Louis Canuel (1715-1795) l'ancêtre des Canuel de la région. Au fil du temps vers la fin XVIII° nous pouvons retracer plusieurs noms : d'islet au rocher ou d'islet des roches ainsi que l'île de Guespègue, islet à Canuel, île Canuel, île Canuet et Rocher.Bare.
- Île-aux-Amours. Le nom rappelle une tragédie d'une noyade d'une bien-aimée dont son amoureux ne pu rien faire.
- île Bicquette : Île protégée, dont l'accès est interdit en tout temps, elle est placée sous protection fédérale par le biais de la réserve nationale de faune des îles de l'Estuaire. En plus d'abriter les plus grandes colonies en Amérique du Nord, elle constitue le plus important site de nidification de l'estuaire pour les Eiders à duvet. S'y trouve également un phare (1844).
- Île Brûlée. Le nom rappelle un incendie de forêt qui ravagea l'île. Aucune marque ne subsiste.

- île du Bic. Habitat du Phoque commun.

- Île du massacre.

### Climat
La région se définit par un climat continental humide.
C'est un climat que l'on trouve dans plusieurs régions et qui est qualifié de zones tempérées. Situées à des latitudes (48°) moyennes où des conflits entre les masses d'air polaire et tropical peuvent se produire.
Ce type de climat est marqué par de grands écarts saisonniers de température. Cette variation dans cette région est entre les mois chauds (juin-septembre) et les mois froids (octobre-mai) de l'année. D'autant plus importante que la zone est éloignée des océans qui jouent un rôle d'inertie.
- En juillet avec une moyenne annuelle de 17,8 °C et en janvier de -11,2 °C.

- Moyenne annuelle de 262 jours sans gel.

- Moyenne annuelle de 609 mm de pluie et de 278 cm de neige.

- Moyenne annuelle du nombre de jours avec pluie 100 et 53 jours avec neige[12].

| Mois                                | jan.  | fév.  | mars  | avril | mai  | juin | jui. | août | sep. | oct. | nov.  | déc.  | année |
| ----------------------------------- | ----- | ----- | ----- | ----- | ---- | ---- | ---- | ---- | ---- | ---- | ----- | ----- | ----- |
| Température minimale moyenne (°C)   | −14,6 | −13,6 | −7,8  | −0,9  | 5,2  | 10,7 | 13,7 | 13,1 | 9,1  | 3,6  | −1,8  | −9    | −0,6  |
| Température moyenne (°C)            | −11   | −9,6  | −3,9  | 3,2   | 10,2 | 15,7 | 18,6 | 17,8 | 13,4 | 7    | 0,9   | −5,8  | 4,7   |
| Température maximale moyenne (°C)   | −7,1  | −5,7  | 0,1   | 7,3   | 15,1 | 20,8 | 23,5 | 22,5 | 17,7 | 10,3 | 3,7   | −2,9  | 8,8   |
| Record de froid (°C)                | −33   | −32   | −25,5 | −22   | −7,2 | 0    | 3    | 0    | −1,1 | −7,8 | −16,5 | −30,6 | −33   |
| Record de chaleur (°C)              | 14,5  | 12,5  | 24    | 29    | 32,8 | 35   | 36   | 35,5 | 33   | 26,5 | 21,5  | 15    | 36    |
| Précipitations (mm)                 | 71    | 65,8  | 64    | 73,2  | 81,8 | 81,2 | 93,9 | 80,2 | 91   | 96,3 | 77,5  | 89,5  | 965,4 |
| dont pluie (mm)                     | 11,1  | 5,6   | 14    | 54    | 80,4 | 81,2 | 93,9 | 80,2 | 91   | 94,3 | 56,8  | 24,6  | 687   |
| dont neige (cm)                     | 61,3  | 58,7  | 50,9  | 17,2  | 1,4  | 0    | 0    | 0    | 0    | 2    | 21,3  | 66,4  | 279,2 |
| Nombre de jours avec précipitations | 1,6   | 1,2   | 3,1   | 9,9   | 13,7 | 14,1 | 15,4 | 13   | 13,8 | 14,7 | 8,6   | 3,1   | 112   |
| Nombre de jours avec neige          | 13    | 10,8  | 9     | 3,5   | 0,36 | 0    | 0    | 0    | 0    | 0,4  | 5,3   | 12,2  | 54,6  |

## Histoire

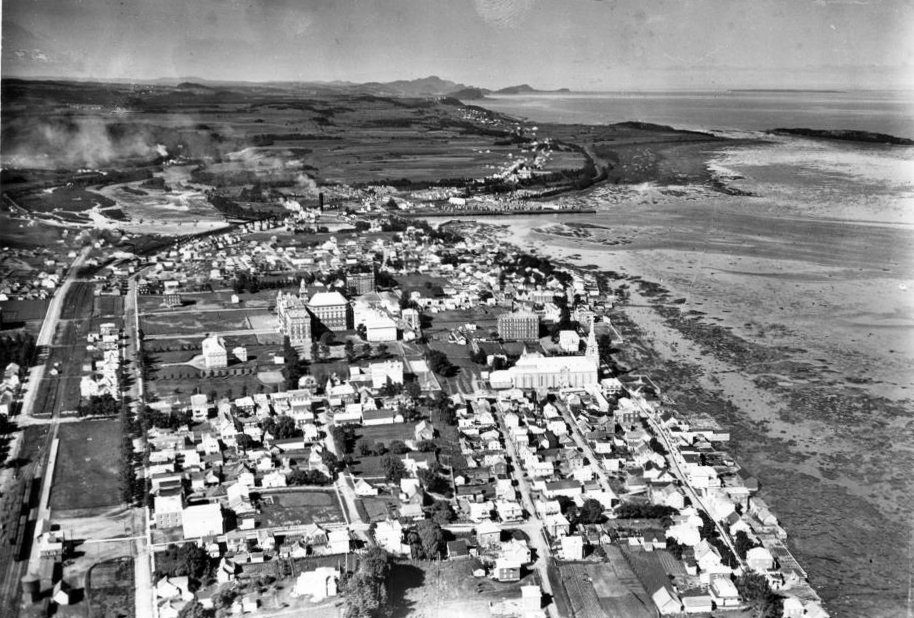
Rimouski en 1931.

Les premières traces d'occupation humaine sur le territoire actuel de la ville de Rimouski surviennent au cours de la période du Paléoindien récent, c'est-à-dire environ 8 150 ans av. J.-C.[2],[3].
Colonisée par les Européens, la vocation de Rimouski est d'abord agricole, puis elle connaît un premier développement au XIXe siècle avec l'exploitation de sa forêt. La création du diocèse de Rimouski, devenu plus tard archidiocèse ayant juridiction sur la Gaspésie et la Côte-Nord, assure la position de la ville comme centre régional. Différentes congrégations religieuses apportent leur soutien à la ville et à la région. Rimouski joue également un rôle important pour la navigation dans l'estuaire.
Avec le déclin de l'industrie forestière et du trafic maritime, au milieu du XXe siècle, la ville profite de sa position pour s'imposer comme plaque tournante du développement initial de la Côte-Nord. Elle accueille également une école navale qui deviendra l'Institut maritime du Québec dont la réputation dépasse les frontières du Québec. Il faut souligner l'importante contribution de l'homme d'affaires Jules-A. Brillant dans l'économie rimouskoise, avec notamment Québec-Téléphone, la Compagnie de Pouvoir du Bas-Saint-Laurent et CJBR.
À compter des années 1960, le développement de l'État providence et la tertiarisation de l'économie québécoise profitent à la ville. La Révolution tranquille amène la transformation graduelle de ses institutions religieuses et génère de nombreux autres changements : développement de l'administration publique et de l'hôpital régional, création d'un cégep, du Conservatoire de musique ainsi que de l'Université du Québec à Rimouski, la seule dans l'Est du Québec. Rimouski s'impose dans sa région par son rayonnement culturel, ses médias et le commerce de détail.

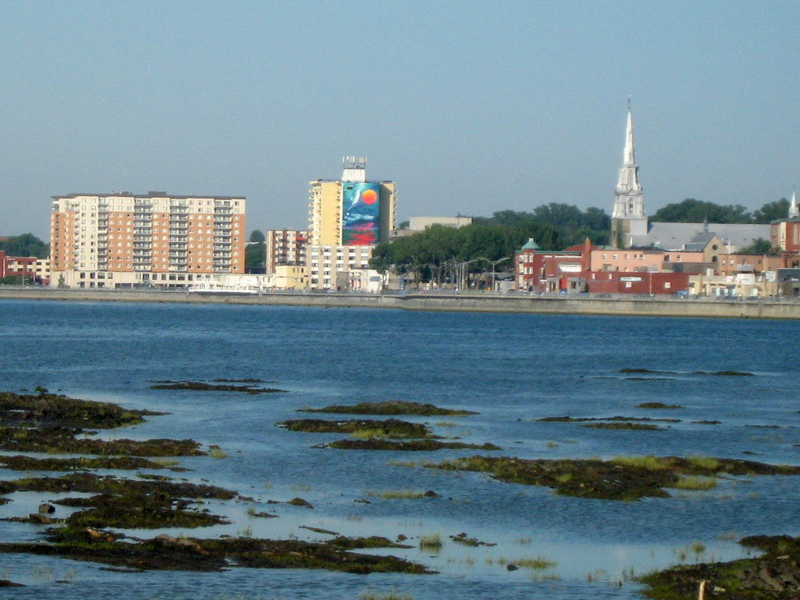
Rimouski vue de la berge du Fleuve St-Laurent en juillet 2024.

Le 1er janvier 2002, Rimouski et les municipalités limitrophes Rimouski-Est, Pointe-au-Père, Sainte-Odile-sur-Rimouski, Sainte-Blandine et Mont-Lebel fusionnent pour former ainsi la nouvelle ville de Rimouski. Puis le 16 septembre 2009, le village du Bic est annexé à Rimouski. La désignation de district remplace celle de quartier, chacun d'entre eux étant représenté par un élu qui siège au Conseil municipal.

### Toussaint Cartier (1707-1767)

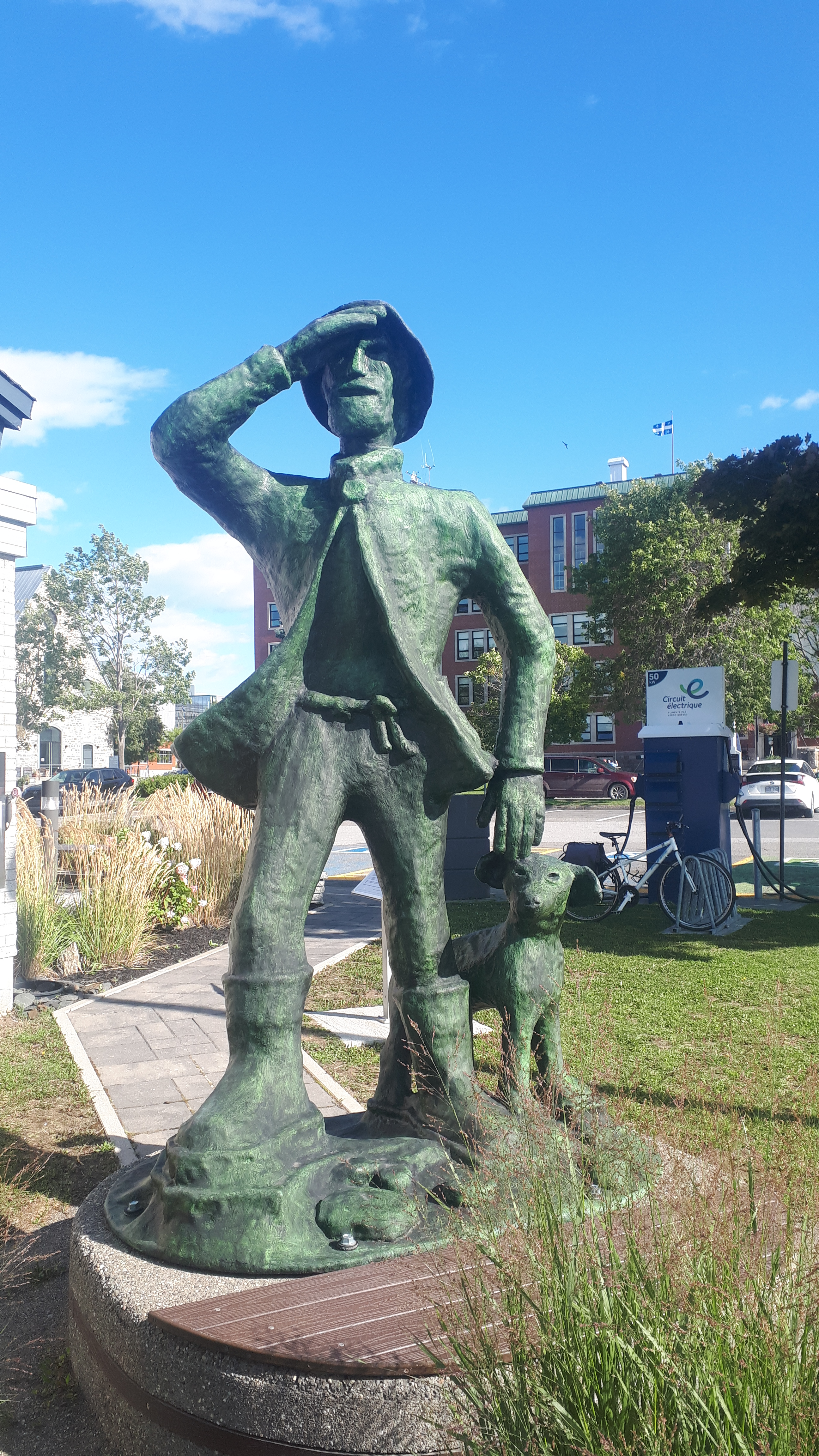
Toussaint Cartier (1707-1767) et son fidèle ami.

Il arrive en Nouvelle-France un peu avant 1728 et se rend dans la seigneurie de Rimouski suite à un naufrage pour y réaliser un vœu prononcé pendant sa traversée de l'Atlantique. Éprouvé par la perte de sa bien aimée. Selon ce vœu de sauvetage à trouver terre, il se serait engagé « à vivre séparé du monde au premier endroit où il pourrait débarquer »
Selon l'historienne Marie-Andrée Massicotte, alors âgé d'une vingtaine d'années, et demande au seigneur Lepage la permission de se retirer sur l'île Saint-Barnabé afin d'y vivre en ermite. Sa requête ayant été acceptée, l'ermite s'installe vers le milieu de l'île, du côté sud, où il se construit une cabane et une petite étable. Il tire subsistance de la culture d'un lopin de terre et de l'élevage de quelques animaux domestiques, « Il traversait quelquefois à Rimouski pour assister aux offices religieux de la mission et, s'il gardait le silence sur lui-même, il savait se montrer agréable dans ses échanges avec les Rimouskois. »

### Empress of Ireland

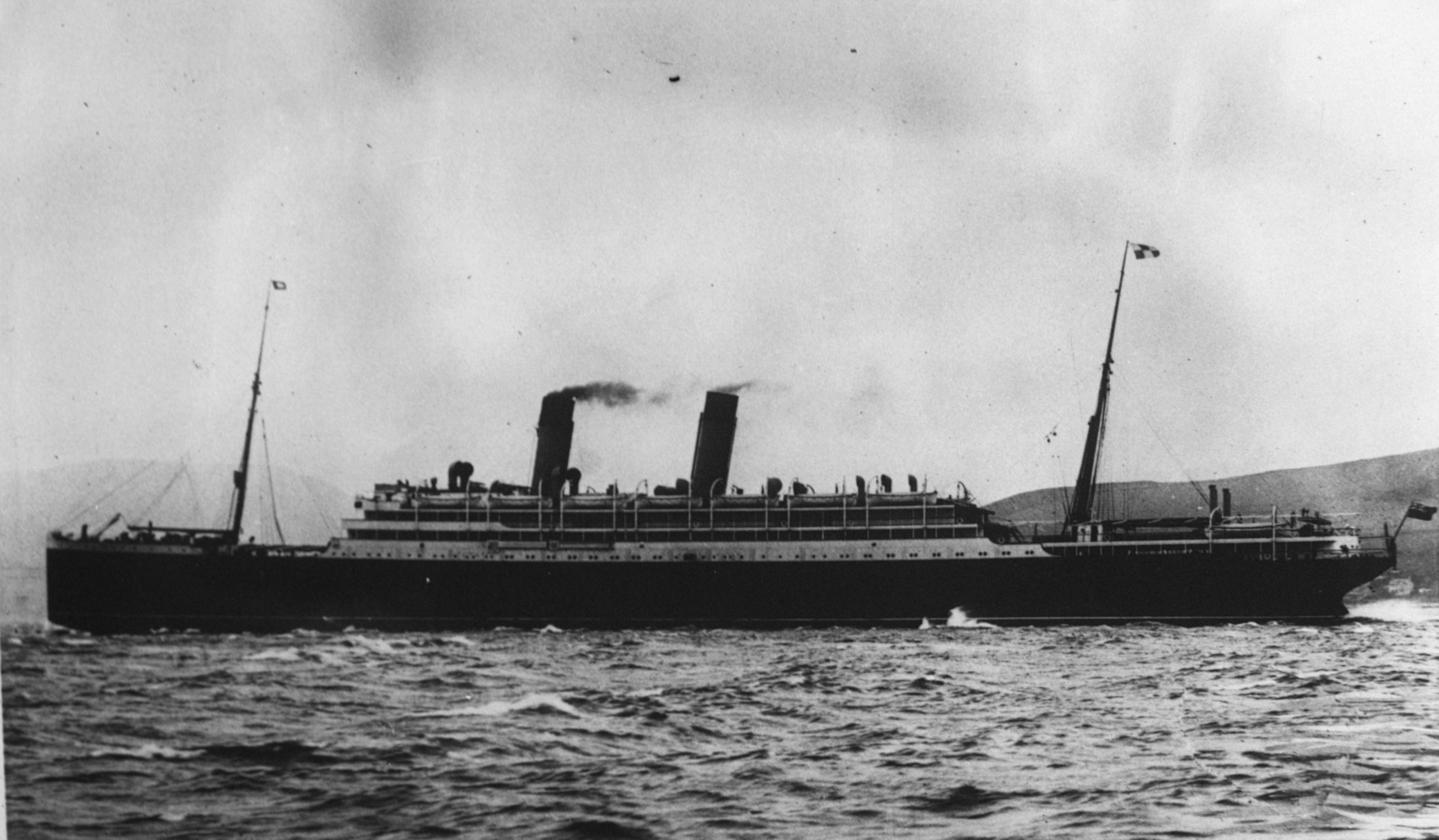
LEmpress of Ireland.

Empress of Ireland était un paquebot transatlantique de la Canadian Pacific Steamship Company lancé le 26 janvier 1906 et qui assurait la liaison régulière entre Québec et Liverpool, en Angleterre.
Le 29 mai 1914, il fait naufrage dans l'estuaire du fleuve Saint-Laurent, près de Rimouski. Avec 1 012 victimes parmi les 1 477 personnes embarquées, il constitue « le plus grand naufrage survenu au Canada » et se classe parmi les plus grands naufrages du début du XXe siècle, avec ceux du Titanic et du RMS Lusitania.
Fait historique. Trois mois plus tard, la première guerre mondiale était déclarée (13 août 1914) passant ainsi cette nouvelle en second plan.

### Histoire militaire

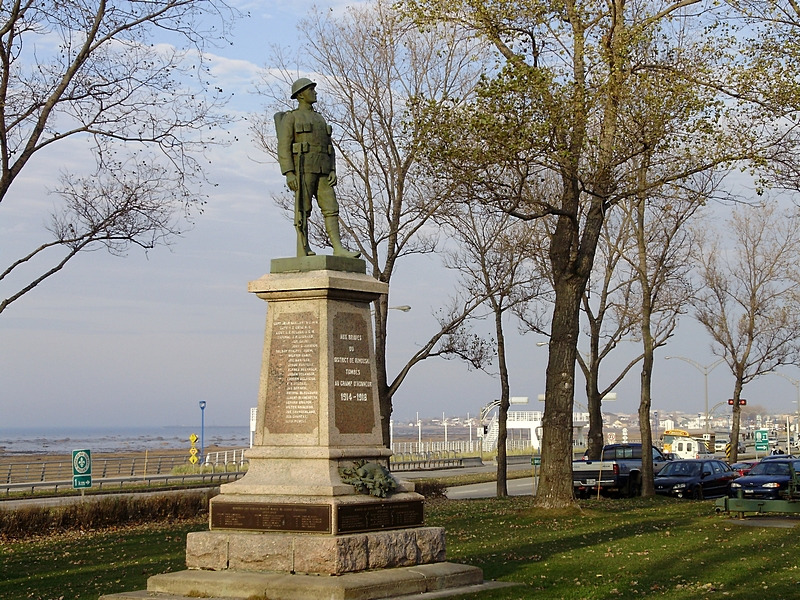
Monument aux Braves à Rimouski.

Le Bataillon provisoire de Rimouski est fondé le 9 avril 1869. Il est composé de cinq compagnies dont l'une est basée à Rimouski. Après avoir été renommé 89e Régiment Témiscouata et Rimouski en 1900, il prend le nom de Fusiliers du Saint-Laurent en 1920.
Cette unité d'infanterie légère s'est illustrée principalement lors de la Première et de la Seconde Guerre mondiale, sans oublier la participation récente de ses membres en Bosnie-Herzégovine et en Afghanistan.
Le camp 55. Durant la deuxième guerre mondiale, Rimouski accueille un camp militaire (1940-43) qui formera des soldats canadiens francophones. Ceux-ci, aptes à servir dans l'infanterie et à joindre nos troupes en Europe,,,,.
À l'origine et d'après l'accord du Commonwealth britannique, c'était une base aérienne qui devait voir le jour à l'aéroport de Rimouski. Car 22 bases devaient être construites au Canada et nos élus et dirigeants locaux proposa Rimouski. Le sol jugé non adapté ne pourra pas accueillir l'école de bombardement et de tir. Celle-ci sera pour cette raison localisée à Mont-Joli qui deviendra la 9e école de bombardement et de tir.
Le camp 55 fera surface en juin 1940 à la suite de la loi sur la mobilisation. Les personnalités de l'époque de cette réussite sont Jules-André Brillant, sir. Eugène Fisset, les Fusiliers de St-Laurent et son commandant lieutenant Jos Pineault et enfin le major P. H. L'Heureux qui deviendra commandant du camp. Un camp qui accueillera à ces débuts 500 militaires à la fois pour atteindre 1500 en 1943 à la suite d'un agrandissement. Ces militaires provenant principalement de la région. Situé dans un vaste périmètre correspondant aux terrains qui se trouvent aujourd'hui compris entre l'avenue de la Cathédrale et la rue Hupé, et qui s'étend du nord au sud, de la rue Trépanier à la 7e Rue.
Il existe encore aujourd'hui le bâtiment principal qui a servi par la suite de garage à Transports Québec. Il fut acheté dans les dernières années (2021) par Immeubles Plourde dans lequel il projette de le transformer en édifice à logements.
Plus récemment, le NCSM D'Iberville prit racine à Rimouski. Cette division de la Réserve navale est officiellement baptisée le 14 novembre 1987.

### Incendie de 1950
Le 6 mai 1950, Rimouski est le théâtre d'un important incendie, l'une des plus grandes tragédies du Bas-Saint-Laurent, surnommé par les historiens la « nuit rouge ».. Environ le tiers de l'agglomération de Rimouski est rasée et l'un des plus importants employeurs de la ville, la Price Brothers and Company, voit ses installations réduites en cendres. 380 logements sont emportés par les flammes. Tous les ponts permettant de traverser la rivière Rimouski sont détruits à l'exception du pont du Canadien National.

### Devise et héraldique
Legi patrum fidelis - « Fidèles à la loi de nos pères ».
| Legi patrum fidelis |
| ------------------- |

| L'écu de Rimouski se blasonne ainsi : Coupé ondé, au premier de contre-hermine, à une croix pastorale d’or, au second d’argent à une ancre de gueules enlacée d'une corde de sable et accostée de deux sapins de sinople. |

## Faune et flore

### Forêts
La région de Rimouski est classée dans le domaine de la sapinière à bouleau jaune. Les forêts ceinturant la ville sont majoritairement composées de sapin baumier (Abies balsamea), de bouleau jaune (Betula alleghaniensis), d'érable à sucre (Acer saccharum), de bouleau à papier (Betula papyrifera), de peuplier faux-tremble (Populus tremuloides) et de thuya occidental (Thuya occidentalis).
Les principaux éléments de la dynamique forestière sont les épidémies de tordeuse des bourgeons de l'épinette (Choristoneura fumiferana) et les feux de forêt. Une recherche menée au début des années 2000 dans la région démontre que la fréquence des épidémies au cours des 450 dernières années est d'une tous les 40 ans. Depuis le début du XIXe siècle, les feux d'abattis ont brûlé d'importantes superficies, bien que depuis 1952, l'influence des feux ait diminué au Bas-Saint-Laurent.
L'étude de l'historique de l'exploitation des forêts dans le secteur de la rivière Rimouski démontre que les modifications aux pratiques sylvicoles ont contribué à modifier la composition de la forêt. La forêt préindustrielle était dominée par des conifères âgés de plus d'un siècle (65 %); les peuplements mixtes (30 %) et feuillus (moins de 5 %) étant en minorité.
Trois phases d'exploitation ont eu lieu aux XIXe et XXe siècles. Entre 1827 et 1900, les travailleurs récoltent les plus gros arbres de manière sélective, principalement les pins et les épinettes. Les impacts de cette exploitation sont relativement mineurs, malgré les volumes importants qui ont été prélevés. Pendant la deuxième phase — qui coïncide avec l'essor des industries du bois et du papier entre 1900 et 1960) —, l'exploitation de la forêt s'étend à l'ensemble des conifères, mais particulièrement au sapin baumier. Malgré l'importance de l'exploitation industrielle, les coupes étaient alors largement confinées aux basses-terres près du réseau hydrographique.
Durant la deuxième moitié du XXe siècle, la mécanisation de l'exploitation et les coupes totales ont eu des conséquences profondes sur la structure d'âge et la composition des forêts. Les peuplements de conifères de plus de 100 ans ont été remplacés par des forêts jeunes, dominées par des essences feuillues pionnières ou opportunistes comme le bouleau blanc, l'érable rouge, le peuplier faux-tremble et l'érable à sucre. En revanche, le sapin baumier, l'épinette blanche, le pin rouge et le thuya occidental ont subi de fortes baisses.

## Résultats électoraux provinciaux
À Rimouski, comme dans tout le Québec, des élections générales provinciales, municipales et scolaires se tiennent habituellement tous les quatre ans. Des élections partielles peuvent se tenir entre deux élections générales.
Les résultats sont inscrits dans les tableaux ci-dessous.
| Aller aux résultats d'une élection |
| --- |
| 1867 • 1871 • 1872 • 1875 • 1878 • 1880 • 1881 • 1886 • 1889 • 1890 • 1892 • 1897 • 1900 • 1904 • 1905 • 1907 • 1908 • 1912 • 1916 • 1919 • 1923 • 1927 • 1931 • 1935 • 1936 • 1939 • 1944 • 1948 • 1952 • 1956 • 1960 • 1962 • 1966 • 1970 • 1973 • 1976 • 1981 • 1985 • 1989 • 1994 • 1998 • 2003 • 2007 • 2008 • 2012 • 2014 • 2018 • 2022 |

## Population et société

### Démographie
| 1871  | 1881  | 1891  | 1901  | 1911  | 1921  | 1931  | 1941  | 1951   |
| ----- | ----- | ----- | ----- | ----- | ----- | ----- | ----- | ------ |
| 1 186 | 1 417 | 1 429 | 1 804 | 3 097 | 3 612 | 5 532 | 7 009 | 18 739 |

| 1961   | 1971   | 1981   | 1991   | 2001   | 2006   | 2011   | 2016   | 2021   |
| ------ | ------ | ------ | ------ | ------ | ------ | ------ | ------ | ------ |
| 27 387 | 31 934 | 37 808 | 40 506 | 41 549 | 42 240 | 46 860 | 48 664 | 48 935 |

### Éducation

#### Primaire et secondaire
L'éducation primaire et secondaire est assurée par un centre de services scolaire de langue française et une commission scolaire de langue anglaise. L'éducation en français est assurée par le Centre de services scolaire des Phares (anciennement la Commission scolaire des Phares) et comprend douze écoles primaires et six écoles secondaires sur le territoire de Rimouski ainsi qu'un centre de formation professionnelle qui dessert l'ensemble du territoire de la MRC de Rimouski-Neigette. La commission scolaire Eastern Shores assure l'éducation de niveau primaire et secondaire en anglais ; il n'y a cependant aucune école anglaise sur le territoire de Rimouski.
Le Conservatoire de musique de Rimouski, fondé en 1973, appartient au réseau du Conservatoire de musique et d'art dramatique du Québec et prodigue l'enseignement de la musique pour tout l'Est du Québec, de niveau secondaire et collégial.

#### Collégiale et universitaire

##### Enseignement collégial
- Le Cégep de Rimouski (CÉGEP), fondé en 1967. Construit en 1922 par l'architecte Pierre Lévesque de Québec[35].
- L'Institut maritime du Québec (IMQ), fondé en 1944 et spécialisé sur les métiers de la mer. Anciennement nommé l'École de Marine, devient l'Institut maritime du Québec en 1974, sous l'autorité du Cégep de Rimouski[36].

##### Enseignement universitaire
- L'Université du Québec à Rimouski (UQAR), fondé en 1969.
- L'Institut des sciences de la mer de Rimouski (ISMER), un centre d'enseignement et de recherche spécialisé en océanographie fondé en 1998.

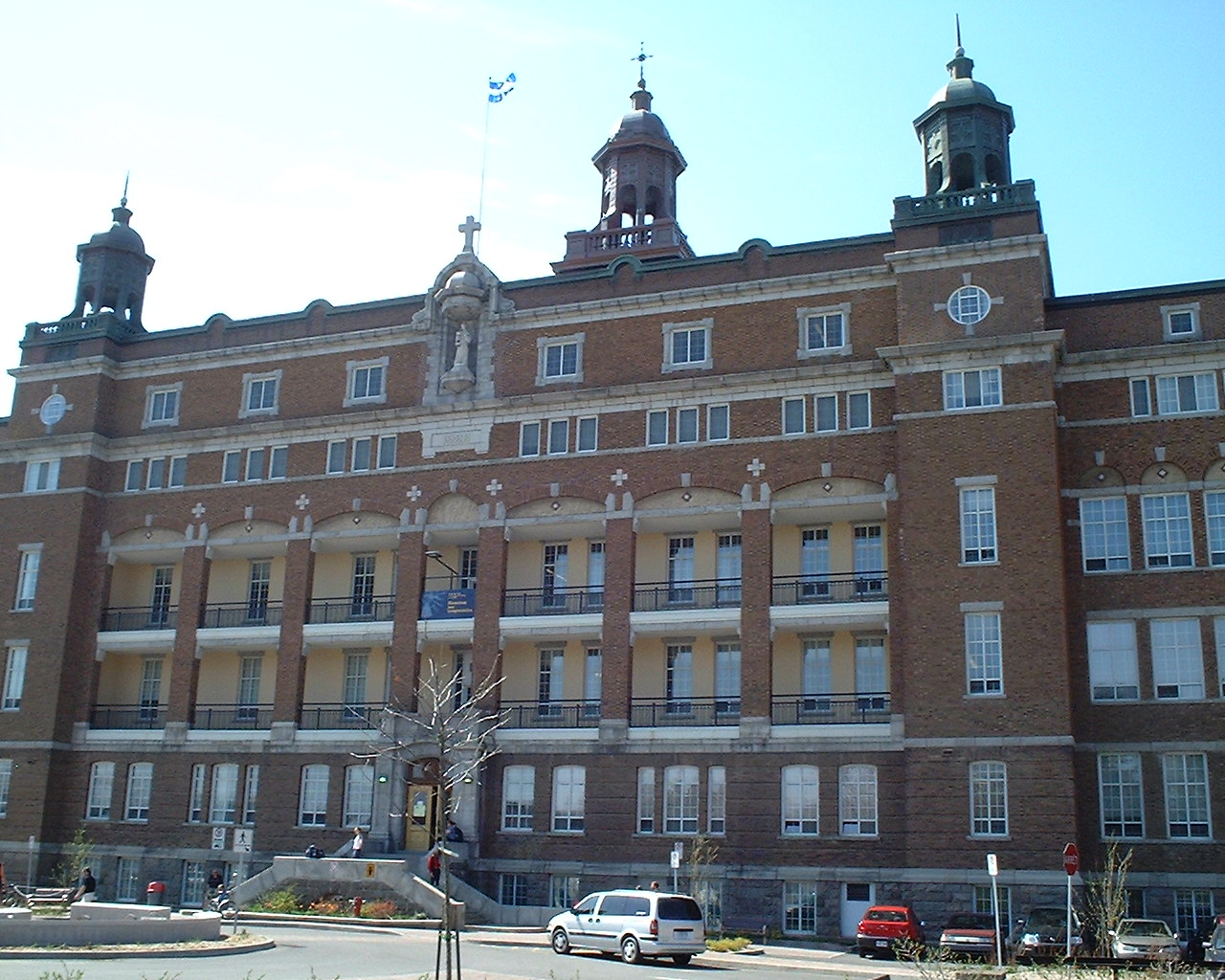
Cégep de Rimouski (CÉGEP).
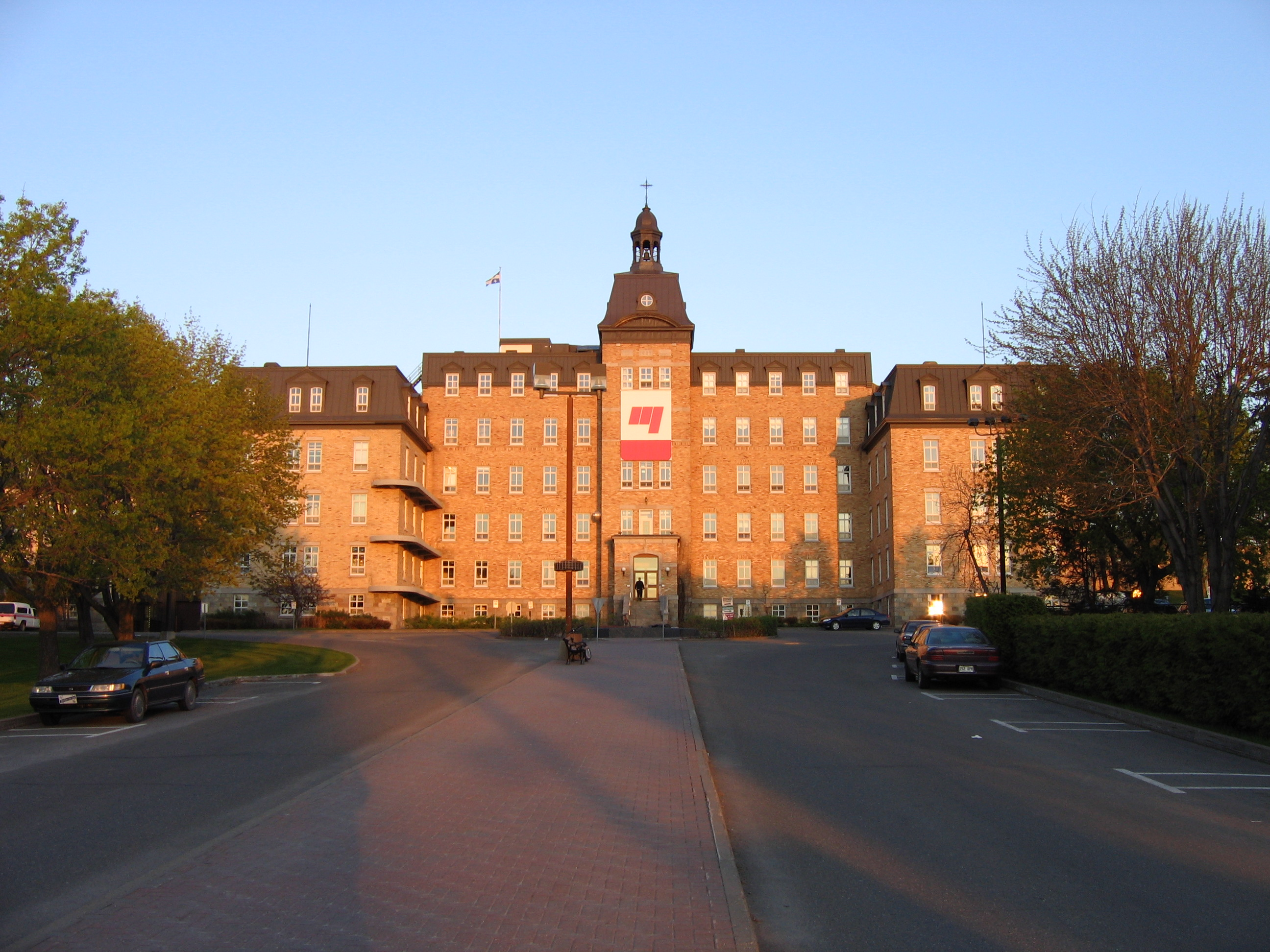
Université du Québec à Rimouski (UQAR).
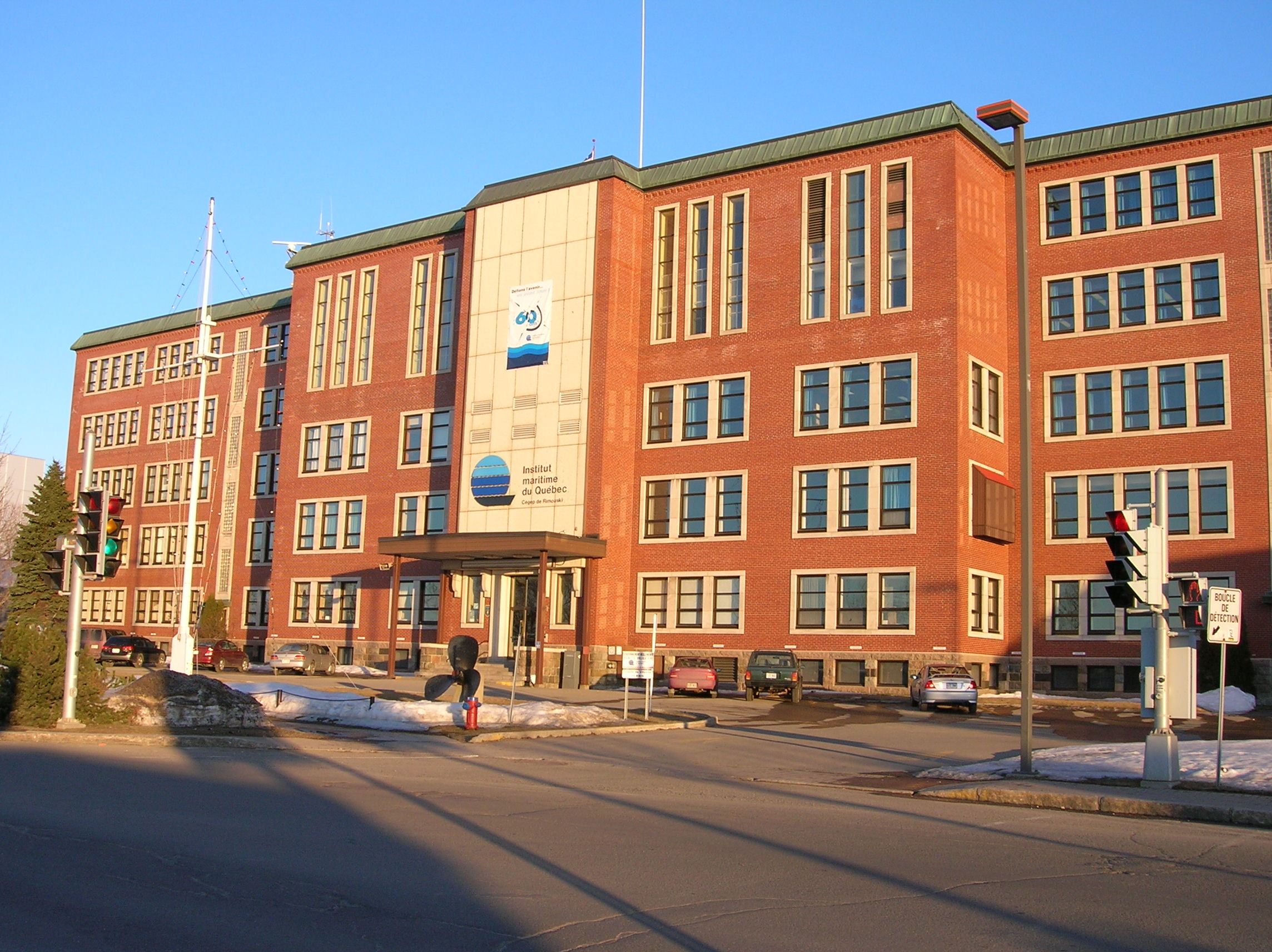
Institut maritime du Québec (IMQ).

### Classement, honneurs et distinctions
- Palmarès des cégeps québécois. Un outil interactif permettant d'identifier les meilleurs collèges de la province pour 13 programmes sélectionnés. Le Cégep de Rimouski fait très bonne figure. En date du 19 février 2022[37].
- Les grands moments de l'histoire de l'Océanic de Rimouski[38].
- L'UQAR au premier rang en recherche dans sa catégorie au Canada. PALMARÈS 2021[39],[40],[41].

- 2021. La SOPER est lauréate du prix Performance FTQ[42]. «Choisie parmi les 87 gestionnaires de FLS à travers le Québec».
- Villes entrepreneuriales de 2019 de la Fédération canadienne de l'entreprise indépendante (FCEI). «Rimouski obtient la première place Bas-Laurentienne en se hissant au 4e rang des villes entrepreneuriales au pays»[43].
- Rimouski en 2018 gagne 40 places au classement canadien des villes où il fait bon vivre. «146e rang sur 415 villes évaluées au Canada et 39e rang sur 103 au Québec»[44].
- Rimouski, la ville du bonheur. «Pour une 2e année d'affilée 2012, 2013, la ville de Rimouski termine en tête du palmarès IRB»[45].

## Administration municipale

### Fusions municipales

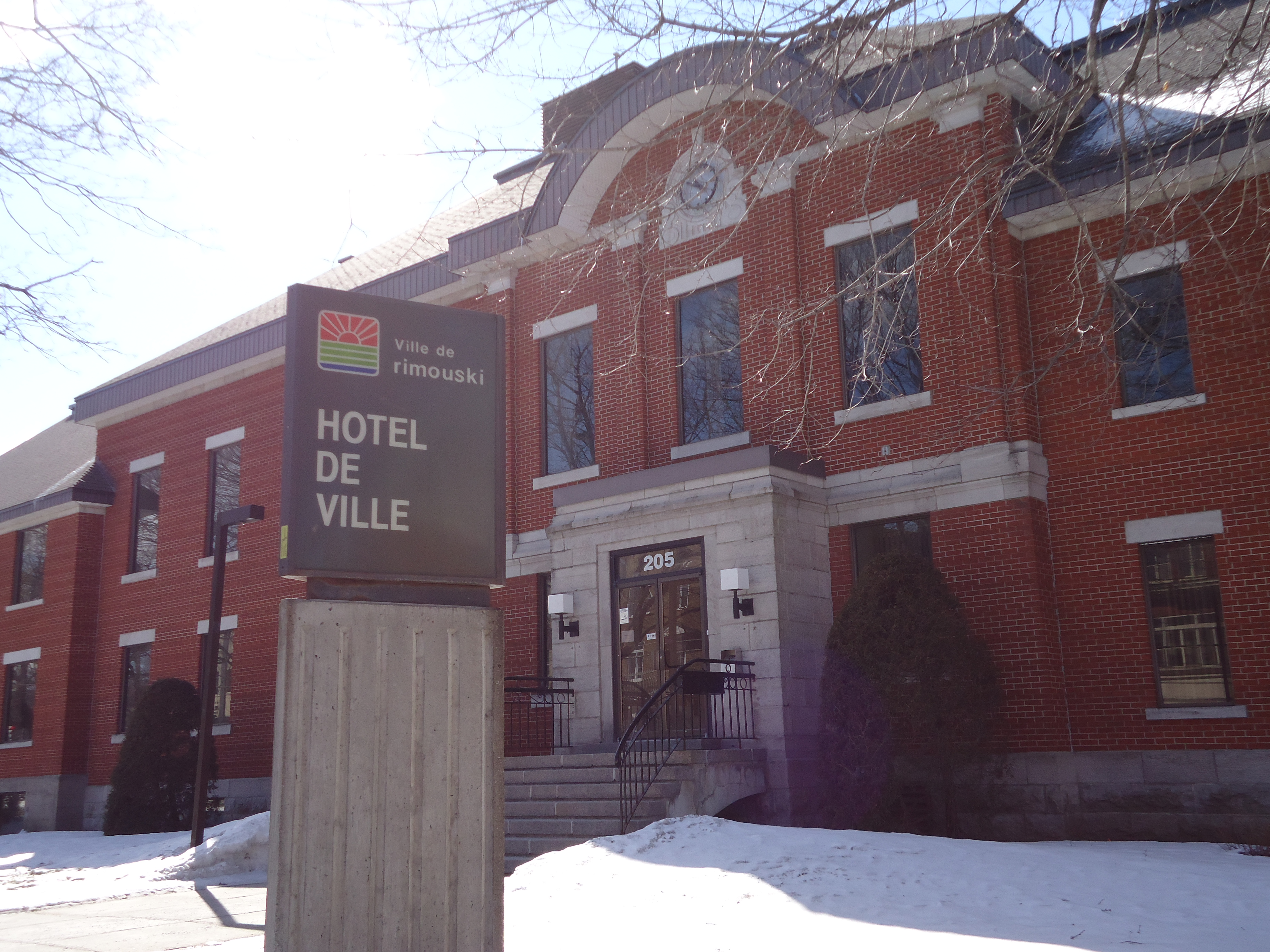
Hôtel de ville de Rimouski.

À la fin des années 1990, l'organisation municipale au Québec est remise en question par l'étalement urbain et le déséquilibre entre la fiscalité municipale entre les villes centre et leurs banlieues résidentielles. Le gouvernement Bouchard publie un livre blanc, en avril 2000, qui recommande la fusion de municipalités qui se partagent un territoire restreint afin de mettre un terme au dédoublement de services. Rimouski est du nombre des villes identifiées par la politique gouvernementale.
Le projet initial prévoit l'annexion des municipalités de Pointe-au-Père, Rimouski-Est, Sainte-Odile-sur-Rimouski, Sainte-Blandine, Mont-Lebel, Le Bic et Saint-Anaclet, mais les deux dernières refusent le regroupement. Les cinq autres fusionnent dans le cadre des réorganisations municipales québécoises de 2002, retrouvant pratiquement le territoire initial de la paroisse de Saint-Germain-de-Rimouski lors de son érection civile en 1835. Sainte-Blandine et Mont-Lebel seront regroupées sous un même nom Sainte-Blandine/Mont-Lebel.
Le processus référendaire sur les défusions municipales, tel que permis par le projet de loi 9 du gouvernement Charest en 2003 n'affecte pas la situation de Rimouski, un nombre insuffisant de citoyens s'étant manifesté. Seulement 35 personnes demandent un référendum à Pointe-au-Père, 32 à Sainte-Odile, 15 dans l'ancienne ville-centre, 10 à Sainte-Blandine, 8 à Rimouski-Est, alors qu'aucune personne ne signe le registre à Mont-Lebel. De cette réorganisation, l'appellation « district » sera utilisée en remplacement de « quartier ».
En 2009, le gouvernement autorise l'annexion de la municipalité du Bic, dit Le Bic, à Rimouski, créant ainsi un onzième district municipal à l'extrémité ouest du territoire.

### Conseil municipal
Le Conseil municipal est composé d'un maire et de onze conseillers élus, un pour chacun des districts de la ville.
| Fonction                | Nom                      | District                                  |
| ----------------------- | ------------------------ | ----------------------------------------- |
| Maire                   | Guy Caron                | -                                         |
| Conseillers de district | Sébastien Bolduc         | District no 1 Sacré-Cœur                  |
| Conseillers de district | Rodrigue Joncas          | District no 2 Nazareth                    |
| Conseillers de district | Philippe Cousineau Morin | District no 3 Saint-Germain               |
| Conseillers de district | Cécilia Michaud          | District no 4 Rimouski-Est                |
| Conseillers de district | Julie Carré              | District no 5 Pointe-au-Père              |
| Conseillers de district | Grégory Thorez           | District no 6 Sainte-Odile                |
| Conseillers de district | Jocelyn Pelletier        | District no 7 Saint-Robert                |
| Conseillers de district | Réjean Savard            | District no 8 Terrasse Arthur-Buies       |
| Conseillers de district | Mélanie Bernier          | District no 9 Saint-Pie-X                 |
| Conseillers de district | Dave Dumas               | District no 10 Sainte-Blandine/Mont-Lebel |
| Conseillers de district | Mélanie Beaulieu         | District no 11 Le Bic                     |

## Économie

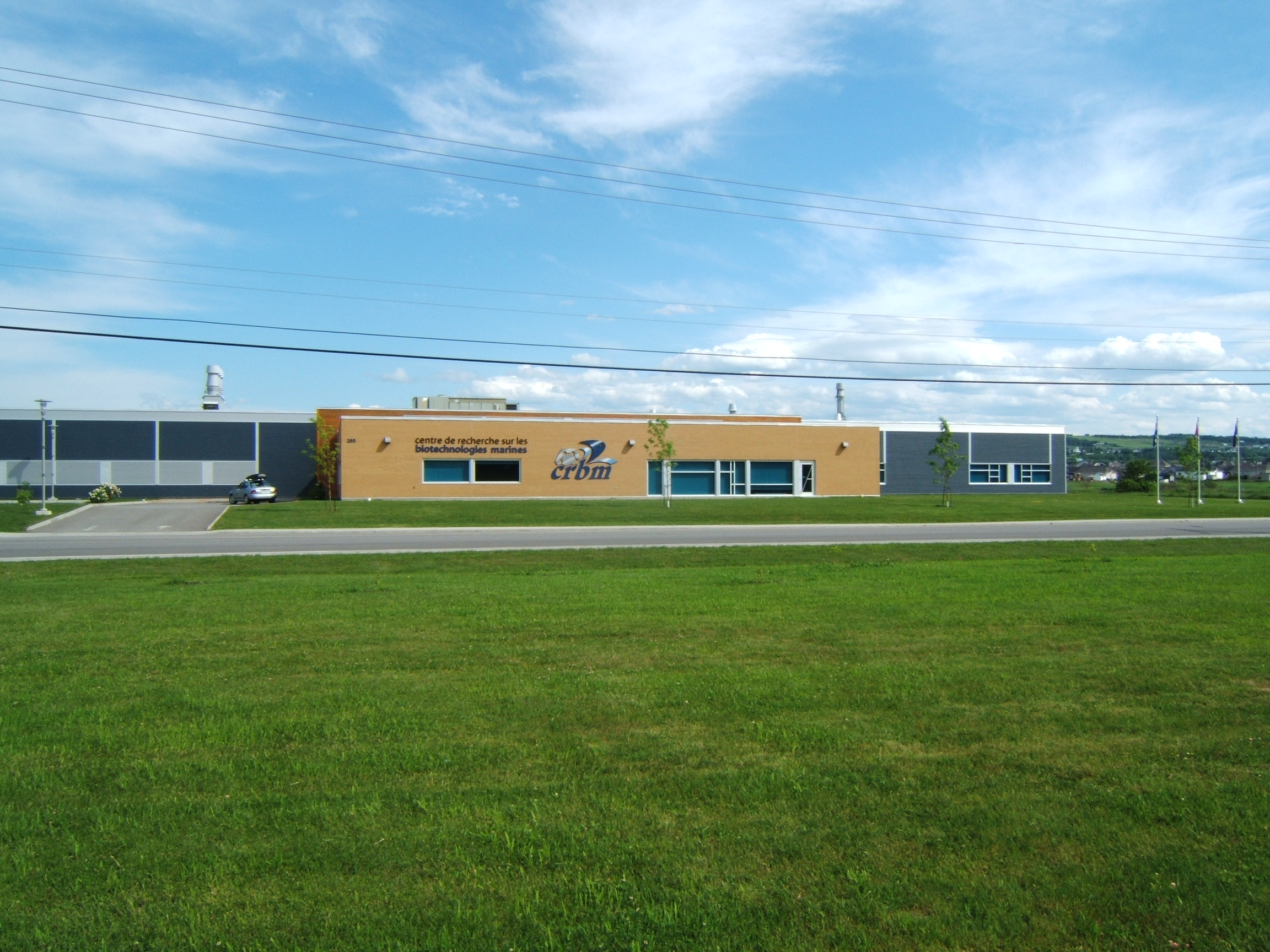
Centre de recherche sur les biotechnologies marines (CRBM).

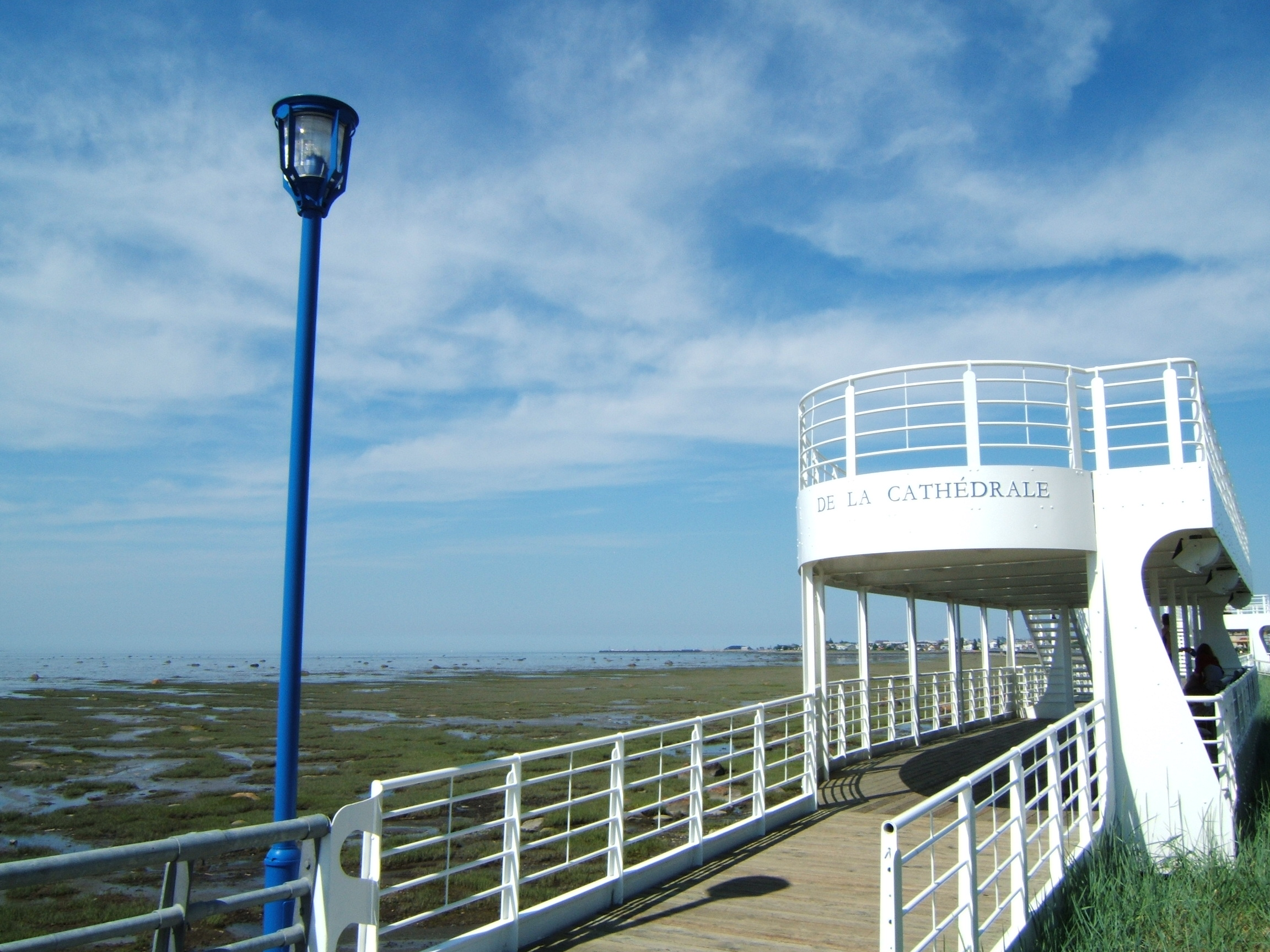
Promenade de la mer à Rimouski.

La vocation maritime de Rimouski est incontestable. Siège de l'Institut maritime du Québec (IMQ), unique au Québec et au Canada de langue française, qui forme une main-d'œuvre spécialisée dans les domaines de la mer (mécanique navale, logistique du transport maritime, architecture navale, navigation, plongée professionnelle, etc.). On y trouve également des centres de recherche de réputation internationale : l'Institut des sciences de la mer de Rimouski (ISMR), Innovation maritime, le Centre de recherche sur les biotechnologies marines (CRBM).
Rimouski héberge également le siège social de l'Observatoire global du Saint-Laurent, un regroupement inter institutionnel qui vise à fournir, par le biais de son portail Internet, un accès rapide et intégré aux données et aux informations concernant l'écosystème global du Saint-Laurent, dans le but d'en favoriser la gestion durable.

### Commerces et industries
Trois parcs industriels sont situés sur le territoire de la ville permettant ainsi d'offrir des espaces et infrastructures d'accueil aux entreprises qui désirent s'établir dans la ville.
Le Parc industriel et technologique situé dans le district de Rimouski-Est, créé en 1970, est le plus ancien des trois parcs. Il occupe une superficie de plus de 175 hectares et accueille une centaine d'entreprises œuvrant dans les domaines des services et de l'industrie légère qui emploient plus de 1 000 personnes. Une zone commerciale située à côté du parc abrite une quarantaine d'entreprises des domaines de l'informatique, de la téléphonie et de la fibre optique et où travaillent 800 personnes.
Le second parc industriel créé dans les années 1990 dans le district de Pointe-au-Père s'étend sur 115 hectares œuvrant dans le domaine des services.
Le troisième parc technologique situé sur la 2e rue Est dans le secteur du district de Saint-Pie X à proximité de l'(UQAR) et s'étend sur 4 hectares et abrite le Centre de recherche sur les biotechnologies marines (CRBM), le « noyau névralgique du développement économique relié à toutes les nouvelles entreprises des secteurs marin et maritime », un domaine d'activité que la ville de Rimouski veut favoriser.
Plus de 500 entreprises commerciales sont installées au centre-ville de Rimouski. Assemblée de fondation 22 novembre 2013 du nouvel organisme qui assurera le développement commercial, industriel et touristique. La (Soper) et Tourisme Rimouski travaillent déjà conjointement depuis quelques mois, alors que la Fondation centre-ville a cessé ses activités (2003-2012),,.

### Centres commerciaux
- Carrefour Rimouski,

- Cité des achats,

- Galeries GP,

- Plazza Arthur-Buis,

### Investissements en cours de réalisation, privé, public et municipal
- L'UQAR accueillera un nouveau pavillon (faculté) de médecine vétérinaire de 40 millions conjointement avec la Faculté de médecine vétérinaire de l'Université de Montréal. Début des travaux 2022[56].
- Vieux pont de Rimouski : entre 20 M$ et 30 M$ en travaux[57]. Début des travaux 2022.
- Démolition de la Grande Place et début de la construction du projet de remplacement en 2022, 60 millions, l'édifice comptera six étages, quelque 170 logements pour personnes autonomes et son rez-de-chaussée sera consacré à des espaces commerciaux[58]. Début des travaux 2022.
- Projet de 150 logements pour remplacer l'église Sainte-Agnès de Rimouski[59]. Début des travaux 2022.
- Groupe Tanguay mijote un projet majeur le long de la 2e rue Est[60]. Début des travaux 2022.
- Imposant projet de développement résidentiel. Investissements projetés de 40 M$ pour 75 terrains[61]. Début des travaux 2022.
- Début des travaux de construction du pavillon (faculté) d'enseignement préclinique de 40,8 millions à l'Hôpital régional de Rimouski[62],[63]. Début des travaux 2021.
- Construction TechniPro BSL construira le Lab-École de Rimouski[64]. Début des travaux 2021.
- Début des travaux de construction d'une maison des aînés et alternative à Rimouski[65]. Début des travaux 2021.
- En février 2024, la Société de développement Angus annonce un projet de construction de 500 unités locatives abordables[66].

## Transport

### Autobus
Le transport en commun y est assuré par la Société des transports de Rimouski (STR) qui dessert les principaux secteurs résidentiels et commerciaux de la ville grâce à des minibus ainsi que par un réseau de taxis dédiés pour les secteurs moins achalandés de la ville.
Le transport par autobus interurbain est assuré par Orléans Express, reliant Québec ainsi que la Gaspésie.

### Autoroute A-20
L'autoroute 20 agit comme route de contournement à Rimouski, en étant une autoroute à deux voies non séparées. Elle est parallèle au fleuve, en le suivant entre 2 et 4 kilomètres dans les terres. Elle commence sur la route 132 au Bic, au kilomètre 597, puis elle se dirige vers le Nord-Est en possédant quatre échangeurs vers la ville, soit les sorties 606 (rue de Lausanne), 610 (route 232, montée Sainte-Odile), 614 (Montée Industrielle-et-Commerciale), 621 (avenue du Père-Nouvel). Elle est le principal lien entre la route 132 et Mont-Joli, ainsi que pour les automobilistes voulant tout simplement contourner Rimouski, alors qu'elle se poursuit jusqu'à Mont-Joli.

### Maritime

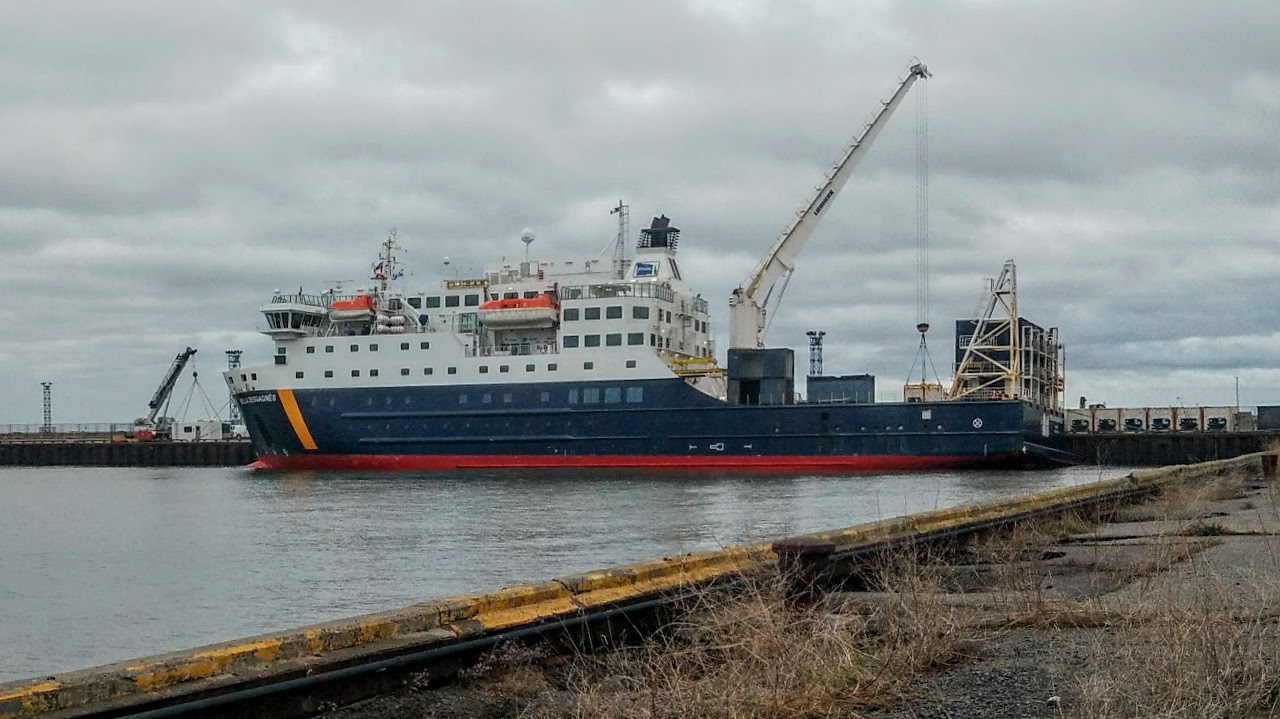
Le navire moteur Bella-Desgagnés en chargement au port de Rimouski-Est.

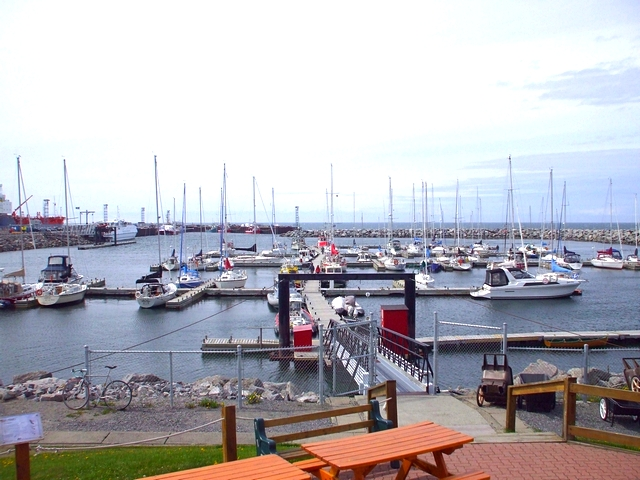
Marina de Rimouski-Est.

Port de mer propriété du Gouvernement du Québec depuis 2020,anciennement propriété du fédéral. La ville possède une marina moderne et publique. Agrandie et rénovée en 2019-20 avec tous les services requis.Traversier CNM Évolution, passagers et véhicules qui relie entre avril et octobre depuis 1996 Rimouski à Forestville sur la rive Nord du Saint-Laurent. C'est le temps en 2024 de célébrer les 170 ans du quai. 1854 est important. L'industrialisation par l'exploitation de la forêt sur la rivière-Rimouski en est sa raison d'être. Il y a également le marchandage dans les limites de la ville, mais également beaucoup de biens transitent en direction de la Côte-Nord et de la Gaspésie. Rimouski prend son envole et le cabotage est en pleine croissance.
Port d'attache du N-M.Bella-Desgagnés. Navire appartenant au Groupe Desgagnés. Navire aménagé afin d'effectuer la desserte maritime de l'Île d'Anticosti située dans le golfe du Saint-Laurent, la Basse-Côte-Nord ainsi que Blanc-Sablon. En plus de transporter des passagers et touristes, ce dernier approvisionne la communauté en biens et marchandises.
En période estivale, la Soper offre sur réservation le service d'excursion de l'Île Saint-Barnabé. Île rendue populaire par l'histoire et mythes de Toussaint Cartier. Port d'attache de nombreux bateaux de pêche aux crabes des neiges.

### Pistes cyclables

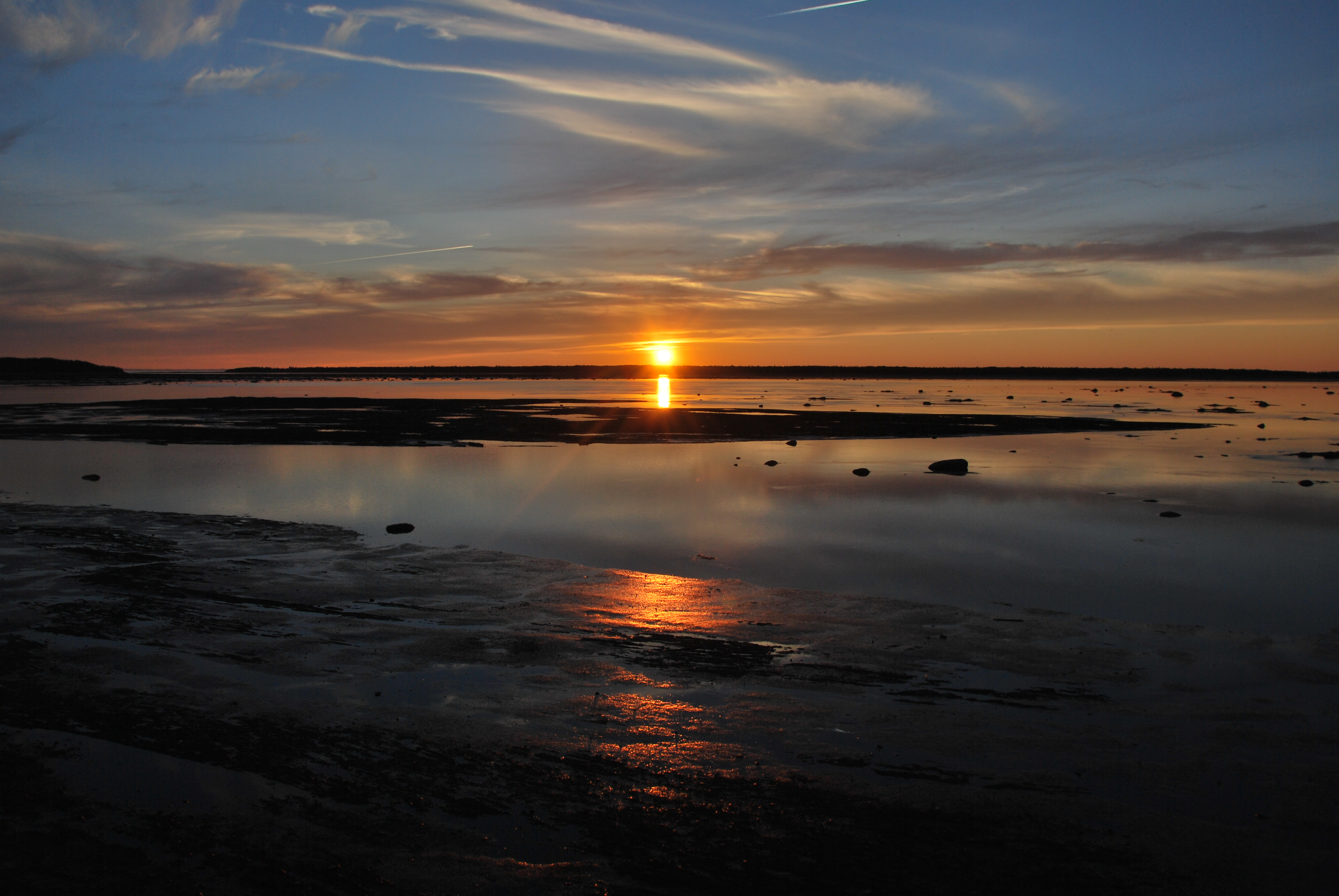
Coucher de soleil, Rimouski.

La grande région de Rimouski est en continuelle développent en ce qui concerne son réseau de pistes cyclables.
Depuis 2023, un circuit de 10 km pour vélos de montagne existe au Parc Beauséjour. Les travaux du pont de la rivière Rimouski qui doivent prendre fin en 2024 prévoient l'élargissement du pont et l'ajout d'une piste cyclable et piétonnière en direction Est et le réaménagement de celle en direction ouest.

### Rail
La voie du Canadien National traverse d'ouest en est la ville de Rimouski, incluant les secteurs du Bic et de Pointe-au-Père. La voie était, au début du XXe siècle, à l'extrémité du Sud du village, mais se trouve, en 2018, en plein centre-ville. Une antenne desservait autrefois le port, mais cette branche a été démantelée au début des années 2000. Les trains de marchandises n'arrêtent plus à Rimouski, le tri se fait plutôt à Mont-Joli.
Le service de transport des passagers est assuré par Via Rail Canada, à raison de trois fois par semaine. C'est le train Océan qui arrête durant la nuit, au cours de son transit entre Montréal et Halifax. Les trains venant de l'est et de l'ouest se croisent habituellement à quelques kilomètres à l'ouest du Bic; le train venant d'Halifax passe en premier à la gare de Rimouski (vers 1 h 55), le train venant de Montréal passe environ une demi-heure plus tard (vers 2 h 30). Les services du « train Chaleur » sont suspendus jusqu'à nouvel ordre.

### RoutesR-132 etR-232
La route 132 est le principal accès pour Rimouski, depuis le sud-ouest, soit depuis Rivière-du-Loup et Québec. Après avoir frôlé le parc national du Bic, elle suit le fleuve après le district du Bic, où elle croise l'autoroute 20. Elle devient ensuite l'axe principal de la ville et prend le nom de boulevard Saint-Germain, traversant d'abord les districts de Sacré-Cœur et de Nazareth. Elle traverse la rivière Rimouski, puis le centre-ville ou elle prend le nom de boulevard René-Lepage et boulevard Jessop, suivant le fleuve, possédant des feux de circulation avec la route 232, la rue Rouleau, l'avenue de la Cathédrale, l'avenue Belzile, la rue Julien-Réhel, l'avenue Léonidas et la montée Industrielle-et-Commerciale, à Rimouski-Est. À cet endroit, la route 132 prend le nom de boulevard du Rivage. Elle quitte la ville par le nord-est, tout en suivant le fleuve, vers Pointe-au-Père, Sainte-Luce et Sainte-Flavie, ou elle s'appelle désormais boulevard Sainte-Anne.

## Santé

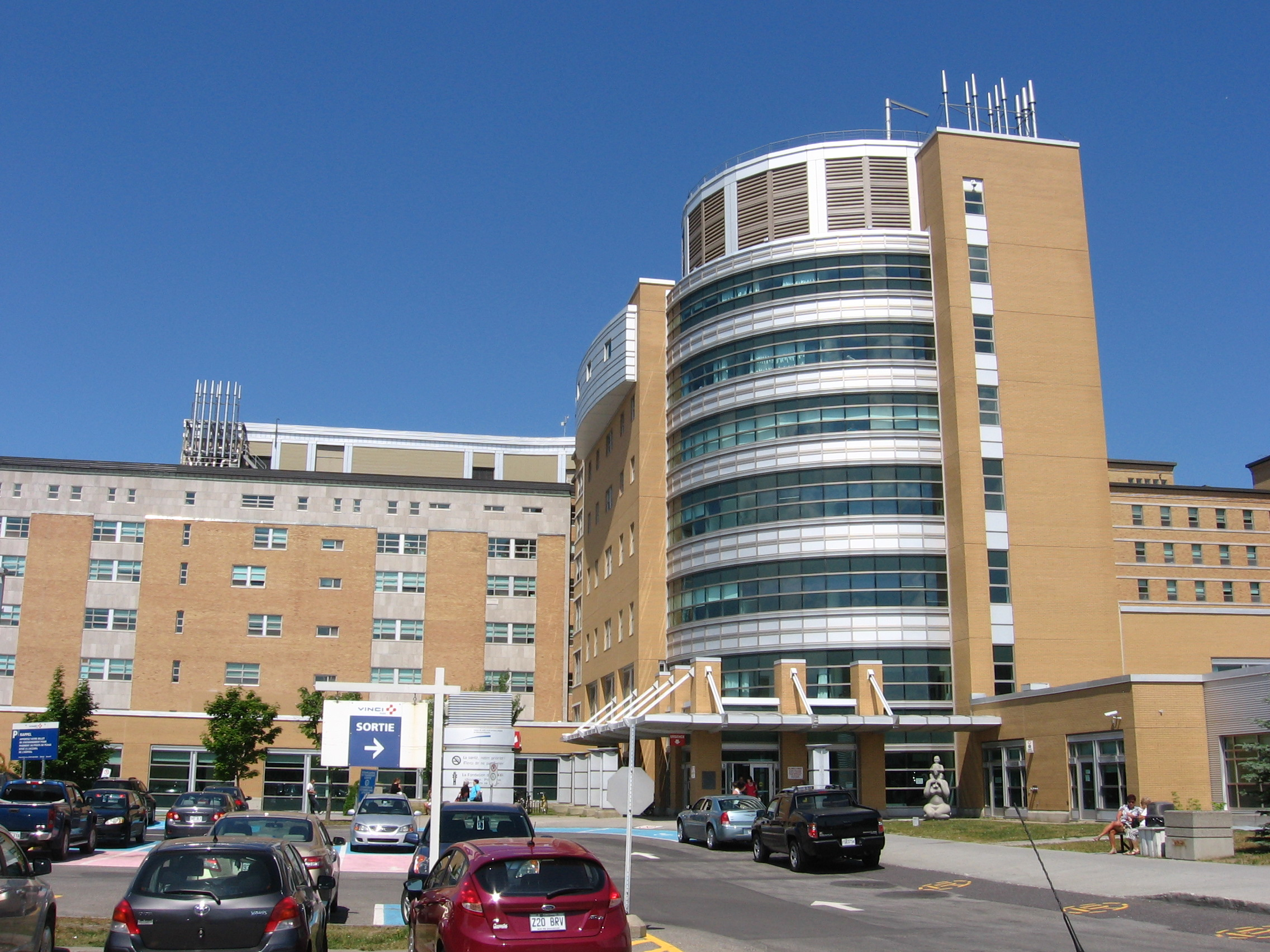
Hôpital régional de Rimouski

Le Centre de santé et de services sociaux de Rimouski-Neigette, créé en 2004, regroupe « trois installations principales » prodiguant les soins de santé à la population. L'organisme compte 2 200 employés et 170 médecins ce qui en fait « l'un des plus gros employeurs de la MRC de Rimouski-Neigette » et gère un budget de plus de 150 millions de dollars. En plus des services de base, l'Hôpital régional de Rimouski dessert l'est de la région du Bas-Saint-Laurent ainsi qu'une partie de la région de la Gaspésie et de la Côte-Nord pour ce qui est des services spécialisés. Mis à part la chirurgie cardiaque, la neurochirurgie et la physiatrie, trente-et-une spécialités médicales sont effectuées au centre hospitalier en particulier « au niveau du service d'urgence, des soins intensifs, de l’obstétrique, de la courte durée hospitalière et gériatrique ».
- Association du Cancer de l'Est du Québec (ACEQ) (2003) : services aidant les personnes atteintes de cancer et leurs proches à se sentir mieux physiquement et psychologiquement[82].
- Centre intégré de santé et de services sociaux du Bas-Saint-Laurent (CISSS).
- Centre hospitalier régional de Rimouski (CHRR).
- Centre d'hébergement de longue durée (CHLD).
- Centre local de services communautaires (CLSC)[80].
- Fondation du Centre hospitalier régional de Rimouski.
- Fondation Maison Marie-Élisabeth (2009).
- Hôtellerie Omer-Brazeau (1995), hébergement aux personnes atteintes de cancer et à leur famille[83].
- Maison des ainées.
- Maison Marie-Élisabeth (2010). La Maison est destinée à l'amélioration de la qualité de vie de la personne en phase terminale[84].
- Rimouski accueillera sa faculté de médecine dans son nouveau pavillon situé au CHRR avec le soutien de l'UQAR, en partenariat avec l'Université Laval de Québec et sa faculté de médecine (2022).

## Culture

### Événements culturels
De nombreux organismes culturels ont élu résidence sur le territoire de Rimouski et font en sorte d'y enrichir la vie culturelle de ses résidents. Plusieurs événements culturels s'y tiennent au fil des saisons et chaque année la ville est l'hôte.
- Les Grandes Fêtes Telus (juillet). Festival de musique populaire[85].
- Festival de musique de chambre (août) en plein air sur l'île du Bic.
- Festival interculturel de Rimouski (août). L'occasion d'échanges entre les différentes origines culturelles de Rimouski et mettre en évidence ses origines, et d'avoir un partage riche de cultures.
- Festi Jazz international de Rimouski (fin août - septembre).
- Carrousel international du film de Rimouski (septembre). Festival de film pour enfants. Depuis 2007. Le Carrousel fait faillite en 2025[86], mettant fin à l'événement.
- Le Spectacles de l'Est du Québec (ROSEQ), (octobre). C'est un réseau de diffuseurs pluridisciplinaires qui donne des services à ses membres pour favoriser l'accueil et la circulation de spectacles professionnels sur son territoire. (Durant toute l'année) gens de l'industrie et le grand public peuvent assister à des performances artistiques présentées afin de vendre des spectacles aux différents gérants de salle durant toute l'année à la grandeur du territoire de l'Est-du-Québec.
- Salon du livre de Rimouski (novembre). Le plus ancien de tous les événements du genre au Québec. Il fut créé en 1964 par un groupe de femmes passionnées de littérature et qui désiraient rendre la littérature plus accessible au jeune public. Le salon présente chaque année plus de 125 auteurs de la région et d'ailleurs, représentant plus de 300 maisons d'éditions québécoises réparties sur quelque 75 stands. Soutenu par Patrimoine Canada, le Conseil des Arts du Canada, la Société de développement des entreprises culturelles du Québec et la ville de Rimouski; l'évènement attire 15 000 visiteurs chaque année en (novembre).

### Évènements populaires
- RikiFest (janvier - février) qui célèbre les joies hivernales.
- Vélo bazar (mai). Organisé par Association Rimouski Ville cyclable (ARVC). Chaque printemps depuis 1994. L'événement permet aux jeunes et moins jeunes de se procurer un vélo à peu de frais. Près de 400 vélos en cette journée qui trouveront preneur. Tout citoyen peut y présenter son vélo en vente ou mieux, sous forme de don.
- Marché Public de Rimouski (mai - octobre). Situé au Parc de la Gare de Rimouski, le Marché Public Tous les samedis de la fin mai à la fin octobre entre 10h et 14h. Diverses animations accompagnent ces journées en plus de découvrir des produits locaux et de rencontrer les artisans.
- Bière Fest de Rimouski (juin)[87],[88]. Festival qui fait la promotion de la bière artisanale.
- Exposition canine (juillet)[89].
- Terrasses urbaines (juillet - août). Spectacles, animations, marchés, etc. Plus de 100 000 personnes durant trois semaines[90].
- Grande traversée (août)[91]. Traversée à marée basse pour rejoindre l'île Saint-Barnabé.
- Exposition agricole (août). 50 000 personnes durant une semaine côtoient diverses expositions, concours, compétitions et spectacles variés dans une ambiance de fête foraine. Depuis 1848, la Société d'agriculture du comté de Rimouski.
- Week-end des anciennes de Rimouski (août). Exposition, concours et activités diverses sous le thème de voitures d'époque.

### Musées et sites patrimoniaux

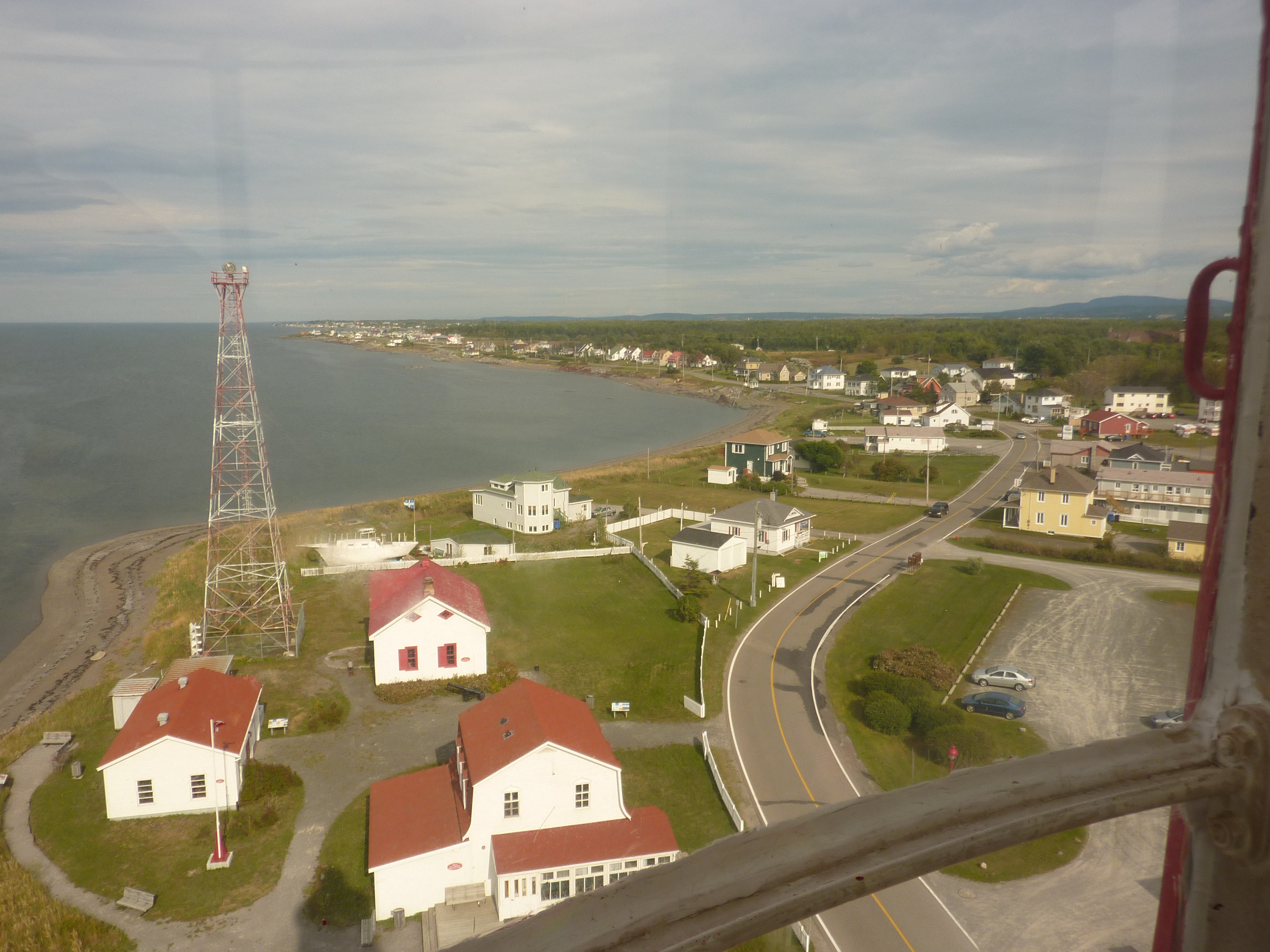
Le Site historique maritime de la Pointe-au-Père.

Rimouski compte quatre musées regroupés au sein de l'association muséale « Rimouski, mes musées » qui se chargent de leur promotion.
- Maison Lamontagne de Rimouski, construite vers 1740, l'une des plus vieilles maisons de colombage pierroté au Québec et dont la mission est l'interprétation de l'architecture domestique et du mode de vie à l'époque de la Nouvelle-France[93].
- Musée régional de Rimouski. On y retrouve aussi un musée consacré à l'histoire, aux sciences et à l'art contemporain.
- Musée des Sœurs du Saint-Rosaire, racontant l'histoire de cette communauté religieuse fondée par Sœur Élisabeth Turgeon et son rôle dans les institutions d'éducation de la région[92].
- Site historique maritime de la Pointe-au-Père, un des attraits touristiques majeurs de Rimouski, présentent des expositions sur le Lieu historique national du Canada du Phare-de-Pointe-au-Père, en particulier le phare de Pointe-au-Père et les bâtiments de la station d'aide à la navigation[94]. Il présente aussi une exposition rappelant le naufrage de l'Empress of Ireland[95]. Enfin, depuis 2009, les visiteurs peuvent aussi monter à bord du NCSM Onondaga, un sous-marin converti en navire-musée[96] qui offre la possibilité d'y passer la nuit.
- L'ancien presbytère du Bic, bâtiment patrimonial, sera dorénavant convertie en bibliothèque publique[97].

La société rimouskoise du patrimoine est un organisme à but non lucratif né de la fusion, en 2004, de la société Joseph-Gauvreau pour le patrimoine et du Comité du patrimoine de la maison Lamontagne. Ces deux organismes travaillaient à la conservation et à la mise en valeur du patrimoine bâti.
Les bibliothèques et archives nationales du Québec rassemblent, conservent et diffusent le patrimoine documentaire québécois ou relatif au Québec. Véritable carrefour culturel, BAnQ œuvre à la démocratisation de l'accès à la connaissance à titre d'acteur clé de la société du savoir.

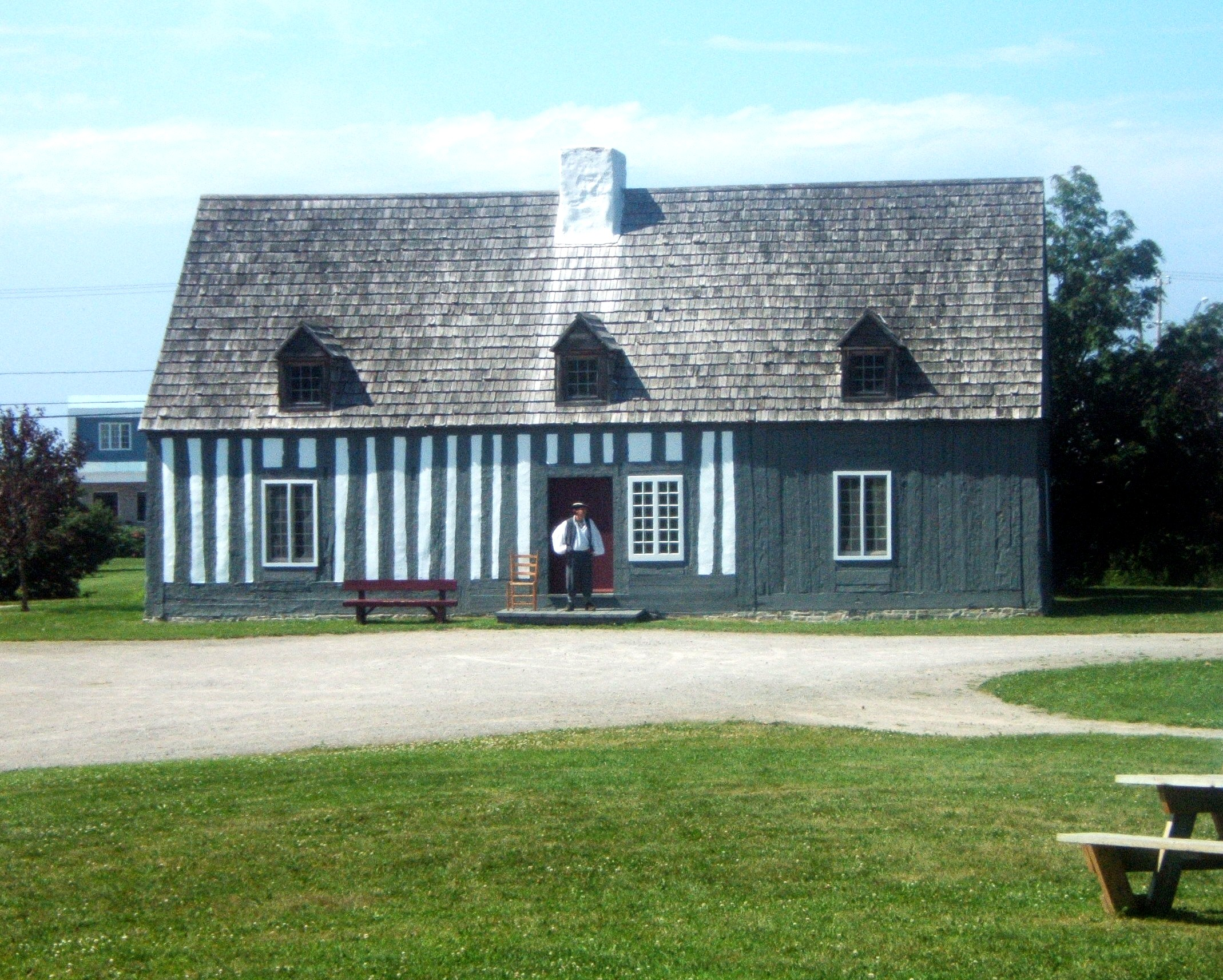
Maison Lamontagne.
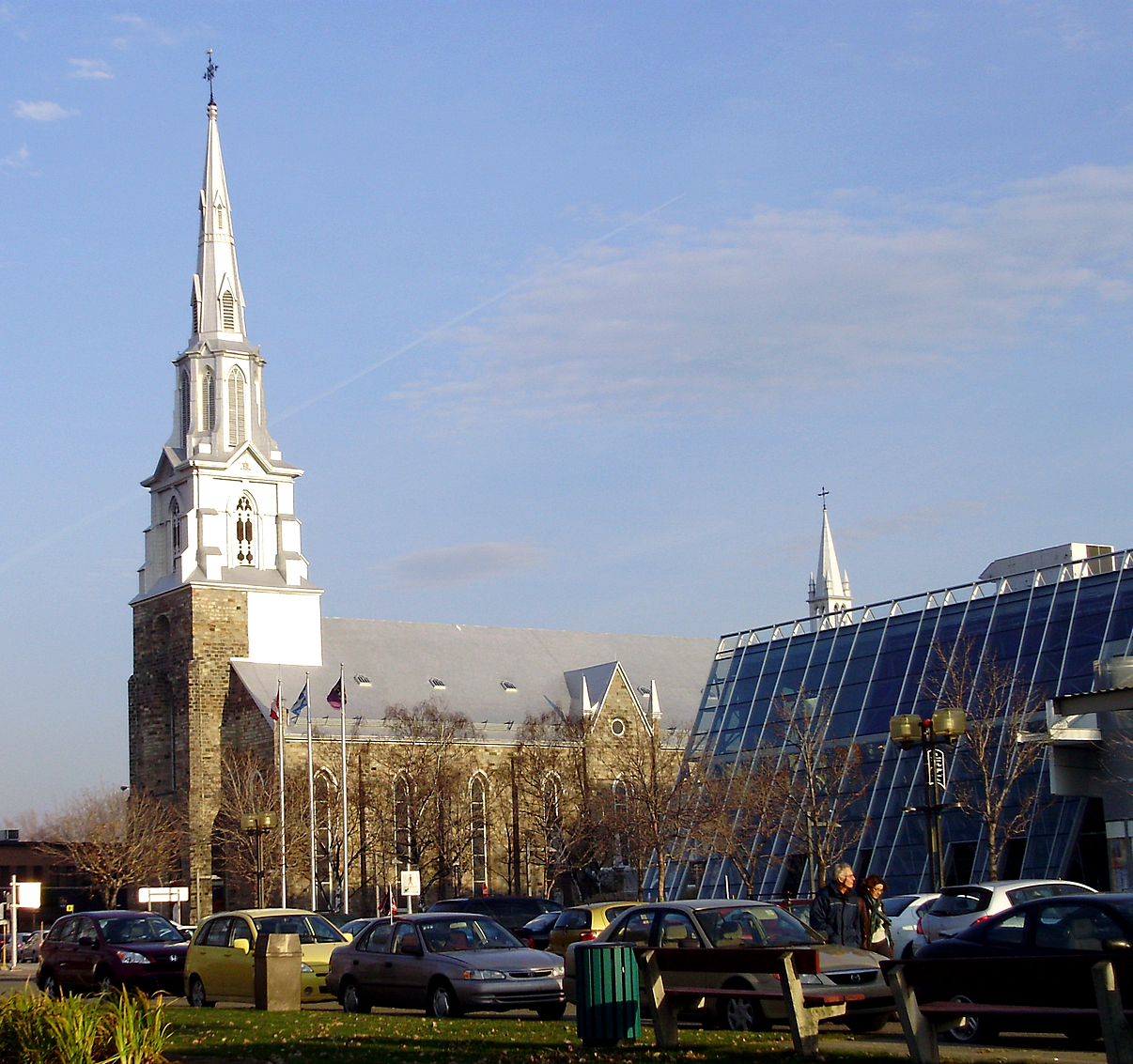
La cathédrale Saint-Germain de Rimouski et la salle Desjardins-Telus.
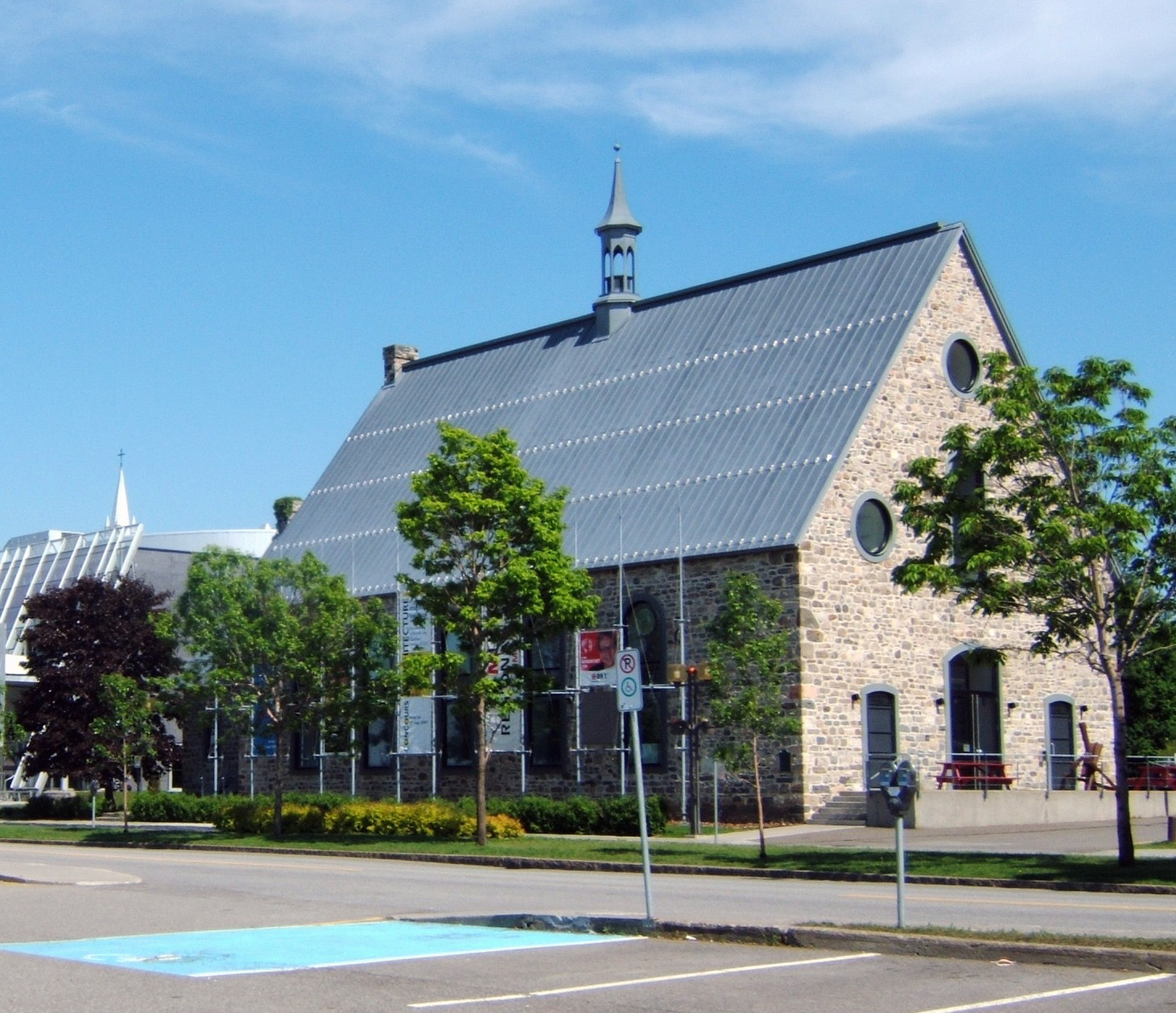
Le musée régional de Rimouski.

### Autres organismes et équipements culturels

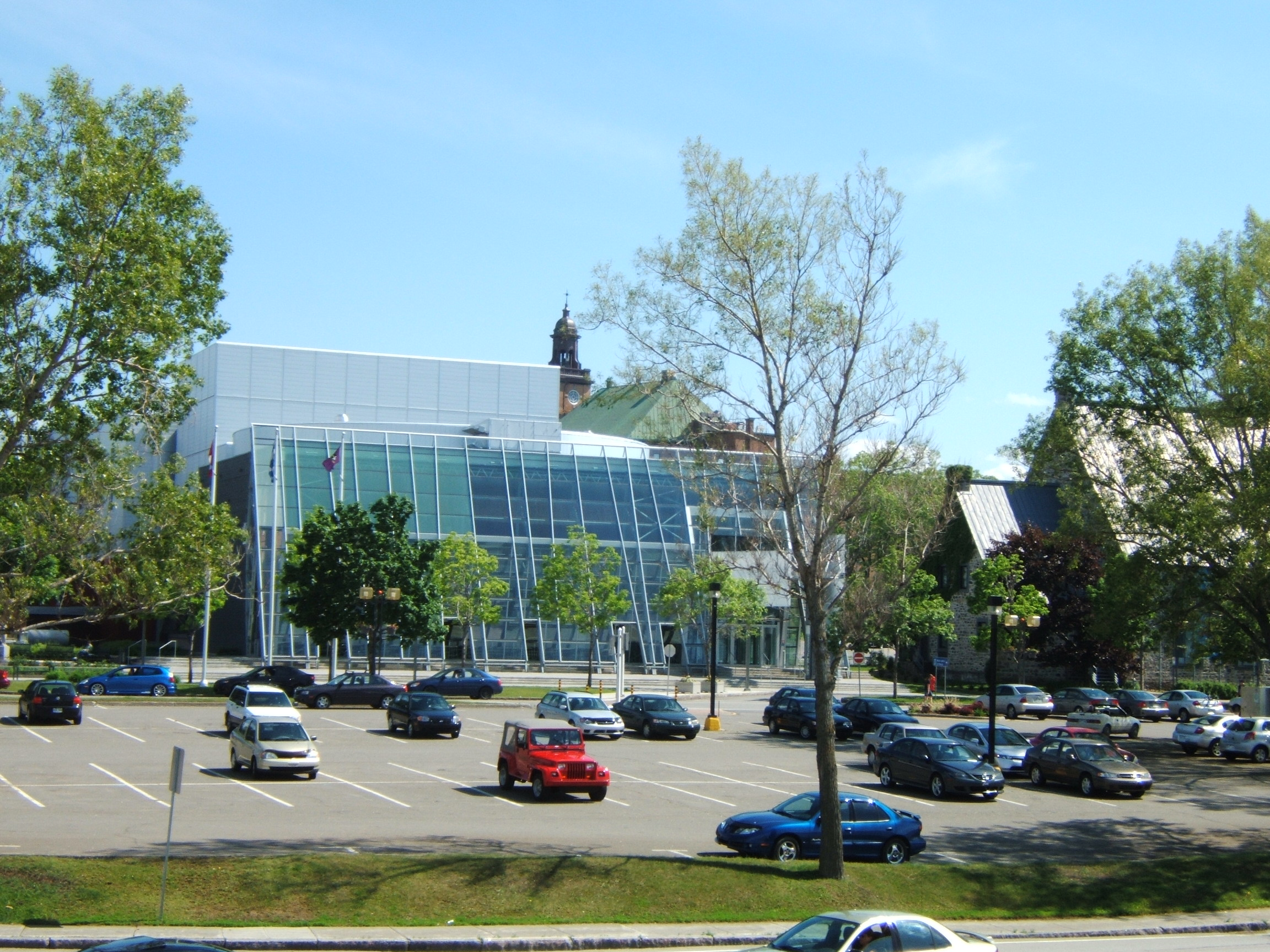
Salle Desjardins-Telus (inaugurée en 2005).

- Conservatoire de musique de Rimouski, depuis 1973. Enseignement de la musique, réseau du Conservatoire de musique et d'art dramatique du Québec[34] dans le district Saint-Germain.
- Coopérative de solidarité Paradis[98]. Organisme culturel à but non lucratif offrant un espace de travail, de création et de diffusion culturelle. Depuis 2005. Films, concerts, théâtre, improvisation, vernissages et expositions, lancements, conférences, ateliers et formations sont au nombre des activités qui y sont offertes tout au long de l'année. Il est également possible d'y louer des salles (2), des équipements et des services techniques pour vos activités et évènements culturels et communautaires. District Saint-Robert.
- Ensemble Antoine-Perreault. Orchestre d'harmonie qui regroupe un bon nombre de personnes faisant partie de l'orchestre depuis plusieurs années, à cela s'ajoutent des étudiants provenant des institutions des niveaux secondaire, collégial et universitaire de la région. Depuis 1979[99]. L'orchestre met en évidence les instruments à vent, soit les bois, les cuivres et les percussions.
- La Coudée, Cégep de Rimouski. (capacité 324). District Saint-Germain.
- Opéra-Théâtre de Rimouski, troupe d'opéra. Présente des spectacles d'art lyrique depuis 2002[100].
- Orchestre symphonique de l'Estuaire, fondé par Pierre Montgrain en novembre 1993. L'orchestre se produit à Rimouski ainsi que dans les principales villes de la région de l'Estuaire. Nombreuses distinctions.
- Salle Desjardins-Telus, construite en 2005[101]. Salle de spectacle moderne (capacité 919, balcon, fosse d'orchestre). Située à l'avant du Conservatoire de musique, face au boulevard René-Lepage et à sa Promenade de la mer[a 5]. District Saint-Germain.
- Salle Georges-Beaulieu du Cégep de Rimouski. District Saint-Germain.
- Salle de spectacles Michel Leblanc[102],[103]. École Polyvalente Paul-Hubert (capacité 634, balcon), rénovée en 2014. District Plaza Arthur-Buies.

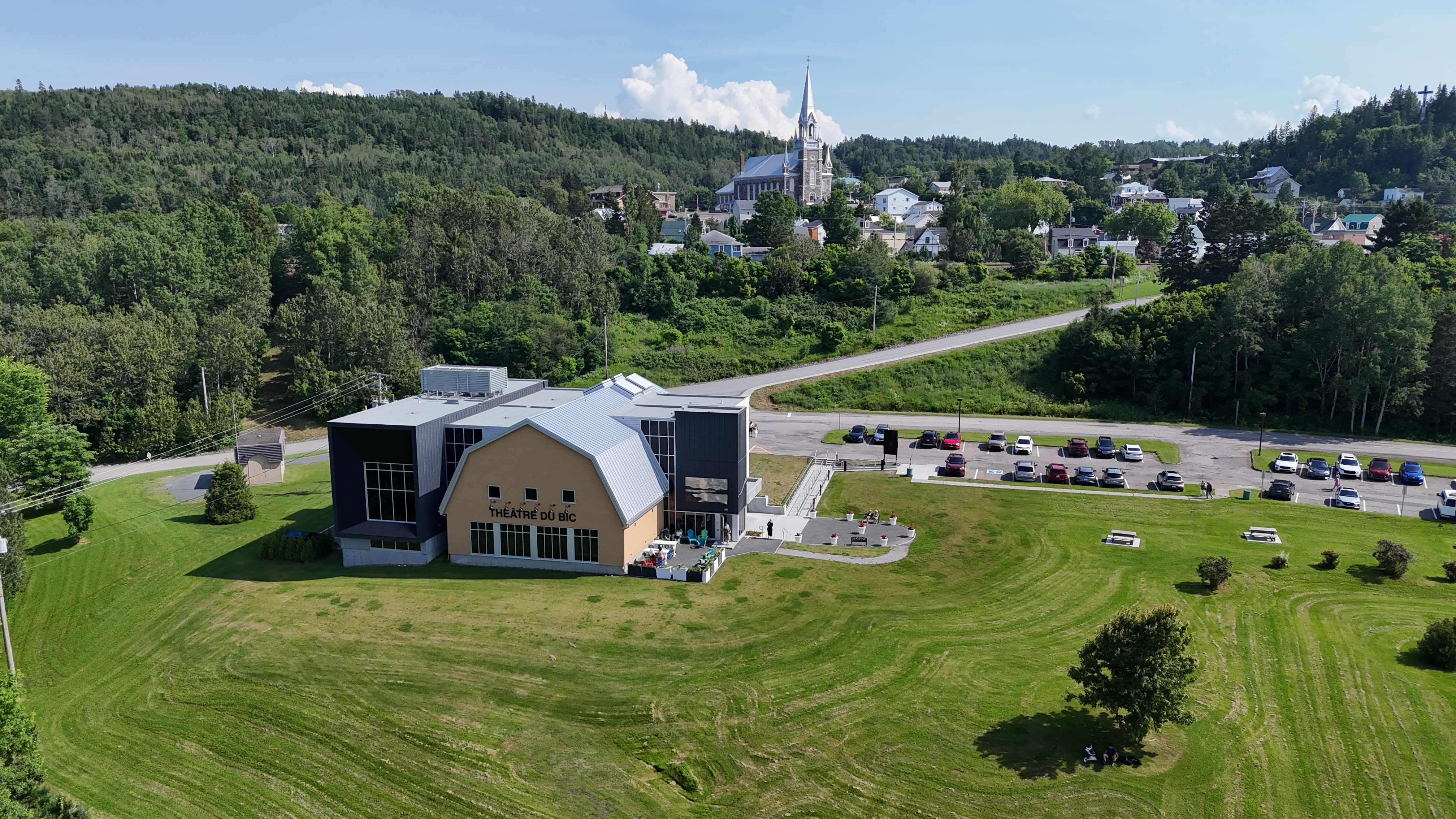
Vue aérienne du Théâtre du Bic et d'une partie du secteur du Bic à Rimouski.

- Vue aérienne du Théâtre du Bic et d'une partie du secteur du Bic à Rimouski.Théâtre du Bic depuis le printemps 1989, (capacité 196, multifonctionnelle). Diffuse tout au long de l'année du théâtre de création[a 6],[104]. Agrandissement et rénovation 2021-23 . District Le Bic.
- Théâtre les gens d'en bas, théâtre fondé en 1973, gère et anime leur propre salle[105]. Nombreuses distinctions. District Le Bic.
- Le centre de production et de diffusion cinématographique Paraloeil. District St-Robert.

Un réseau de quatre succursales de bibliothèque, services gratuits à ses citoyens.

### Patrimoine
- Ancien Bureau de poste de Rimouski construit entre (1894 et 1895).
- Archevêché de Rimouski construit entre (1901 et 1903).
- Bibliothèque Gilles-Vigneault (Cégep de Rimouski). Le 17 avril 2004 et en présence de Gilles Vigneault, la bibliothèque est dénommée officiellement et ainsi rendre hommage à cet ancien étudiant de 1942 à 1950 du Séminaire de Rimouski devenu l'un des plus grands auteurs, compositeurs et poètes du Québec. C'est en 1959, avec la construction du Pavillon de philosophie, que fut aménagée une première bibliothèque au Séminaire de Rimouski, dans l'espace actuel du Grand Salon. En 1967, la création du Cégep de Rimouski, un établissement voué à connaître un développement majeur, impose un nouveau projet de bibliothèque qui tient compte des besoins futurs des élèves et du développement de la collection. De tous les édifices acquis par le Cégep de Rimouski, la chapelle constituait le seul endroit possédant les vastes espaces requis pour aménager la bibliothèque projetée. La chapelle, la troisième dans l'histoire du Séminaire, avait été inaugurée en 1925. À cette époque, on la considérait comme un lieu « de traitements de l'âme » En 1970, c'est donc une chapelle complètement transformée qui accueille en ses lieux la nouvelle bibliothèque. En 2010 un important réaménagement d'un an est amorcé permettant de retrouver une partie du patrimoine perdu lors du réaménagement de 1969-1970[107].
- Cathédrale Saint-Germain de Rimouski construite entre (1854 et 1859). Remplace la première église en bois. Rappelons-nous que le premier maire de Rimouski, Joseph-Magloire Hudon y maria sa fille Émilie Amanda Hudon le 15 juin 1815 âgée de 19 ans. Celle-ci donnera naissance à Émile Nelligan (1879-41).
- Chute des Portes de l'enfer.
- École des Frères du Sacré-Cœur, construit en 1924 et a servi à l'instruction des garçons[108] de (1924 à 1963).

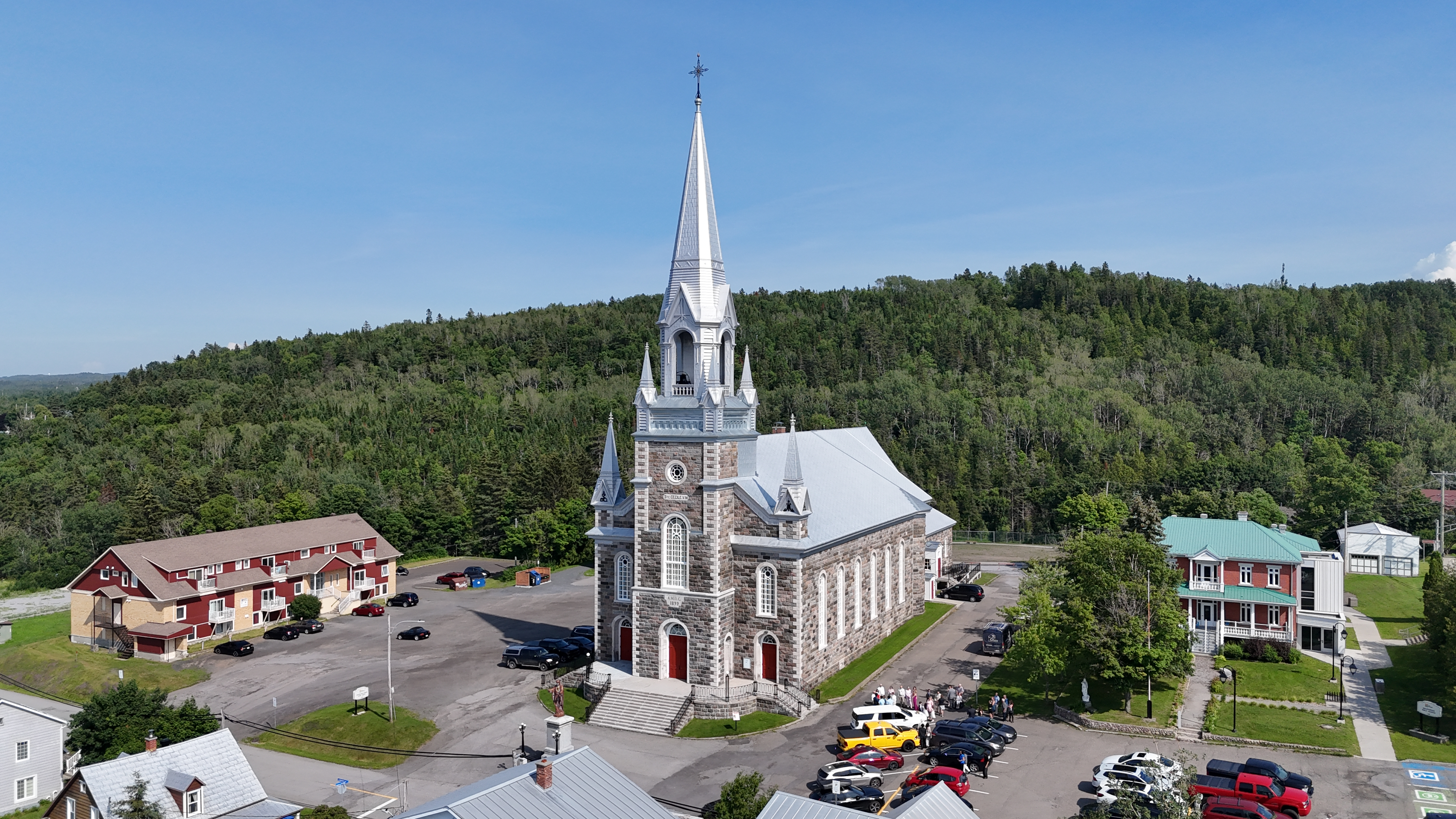
Vue aérienne de l'église de Sainte-Cécile, située dans le quartier Bic à Rimouski.

- Vue aérienne de l'église de Sainte-Cécile, située dans le quartier Bic à Rimouski.Église Sainte-Cécile du Bic construction de la 1re en 1850 incendiée en 1890, 2e entre (1891 et 1892).
- Île Saint-Barnabé située en face de Rimouski. L'Île est accessible en saison par navette. Observation entre autres du Grand Héron. Emblème du Festi jazz international de Rimouski.
- Jardins Commémoratifs Saint-Germain.
- Maison Joseph-Gauvreau construite entre 1905 et 1906.
- Maison Lamontagne construite entre 1744 et 1745.
- Maison Mère Sœurs du Saint-Rosaire 1907.
- Marais salant de Pointe-au-Père. Lieu d'observation d'oiseaux.
- Musée régional de Rimouski (1823-24). Toussaint Cartier a été inhumé en 1767 sous cette première église. Église en bois détruite et occupée par l'actuel Musée régional. De 1862 à 1969 un séminaire, un couvent et une école primaire occupée entre autres par la congrégation des Ursulines.
- Parc Beauséjour, district Sainte-Odile et Saint-Germain. Longe la Rivière Rimouski du nord vers le sud.
- Parc national du Bic situé à l'entrée ouest de Rimouski. En plus des magnifiques paysages, nous pouvons y observer entre autres le phoques communs et l'eiders à duvet. île du Bic, Biquette, Brûlée, de l'Amour et du Massacre.
- Parc Lepage, district Saint-Robert inauguré le 24 juin 1966. Un bijou en plein centre-ville.
- Phare de Pointe-au-Père. Le phare actuel (1909-1975) principe du manchon à incandescence jusqu'à son électrification en 1940 est le dernier d'une suite de trois, remplacé par une tour automatisée en 1975. Le premier (1859-1867) possédant cinq lampes à huile muni d'un système catoptrique alimenté à l'huile de baleine en 1859 changé pour le kérosène en 1861 incendié le 3 avril 1867. Le second (1867-1909) aussitôt reconstruit après l'incendie. À l'origine, la lumière de type blanc fixe du second phare est produite par cinq réflecteurs disposés en arc de cercle autour de cinq lampes. Des améliorations sont apportées aux feux en 1889, puis à nouveau en 1890 quand le feu est remplacé par un système catoptrique, 1902, le gaz acétylène remplace le kérosène. Reconnaissance historique comme lieu national (2015)[109],[110],[111],[112].
- Site historique maritime de la Pointe-au-Père, un des attraits touristiques majeurs à Rimouski, présentent des expositions sur le Lieu historique national du Canada du Phare-de-Pointe-au-Père depuis 2015, en particulier le Phare de Pointe-au-Père et les bâtiments de la station d'aide à la navigation. Il présente aussi une exposition rappelant le naufrage de l'Empress of Ireland. Depuis 2009, les visiteurs peuvent aussi monter à bord du NCSM Onondaga, un sous-marin converti en navire-musée, et même de vivre l'expérience d'y passer la nuit.

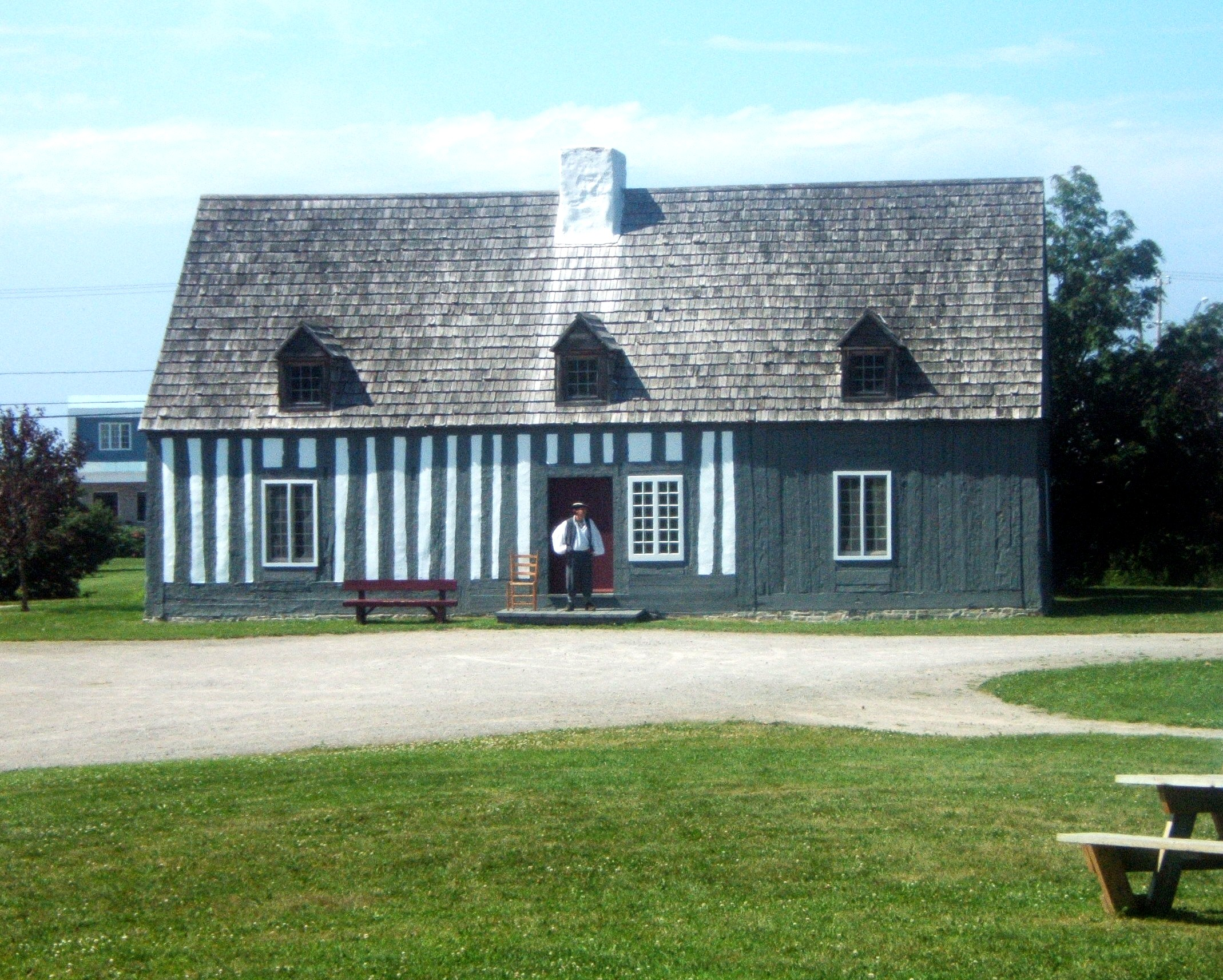
Maison Lamontagne de Rimouski.
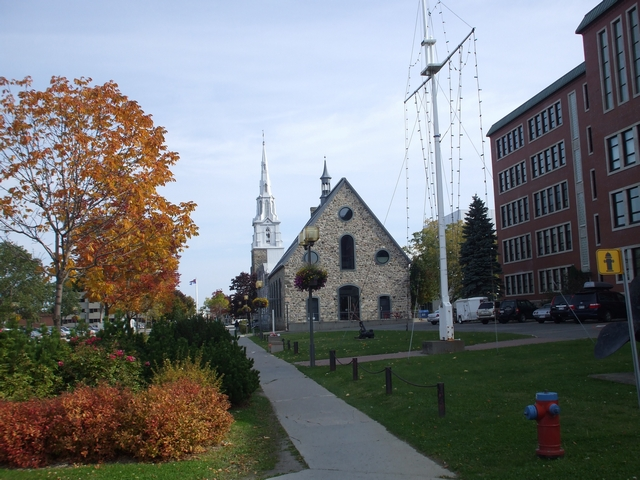
Cathédrale Saint-Germain de Rimouski le Musée régional et L'IMQ.
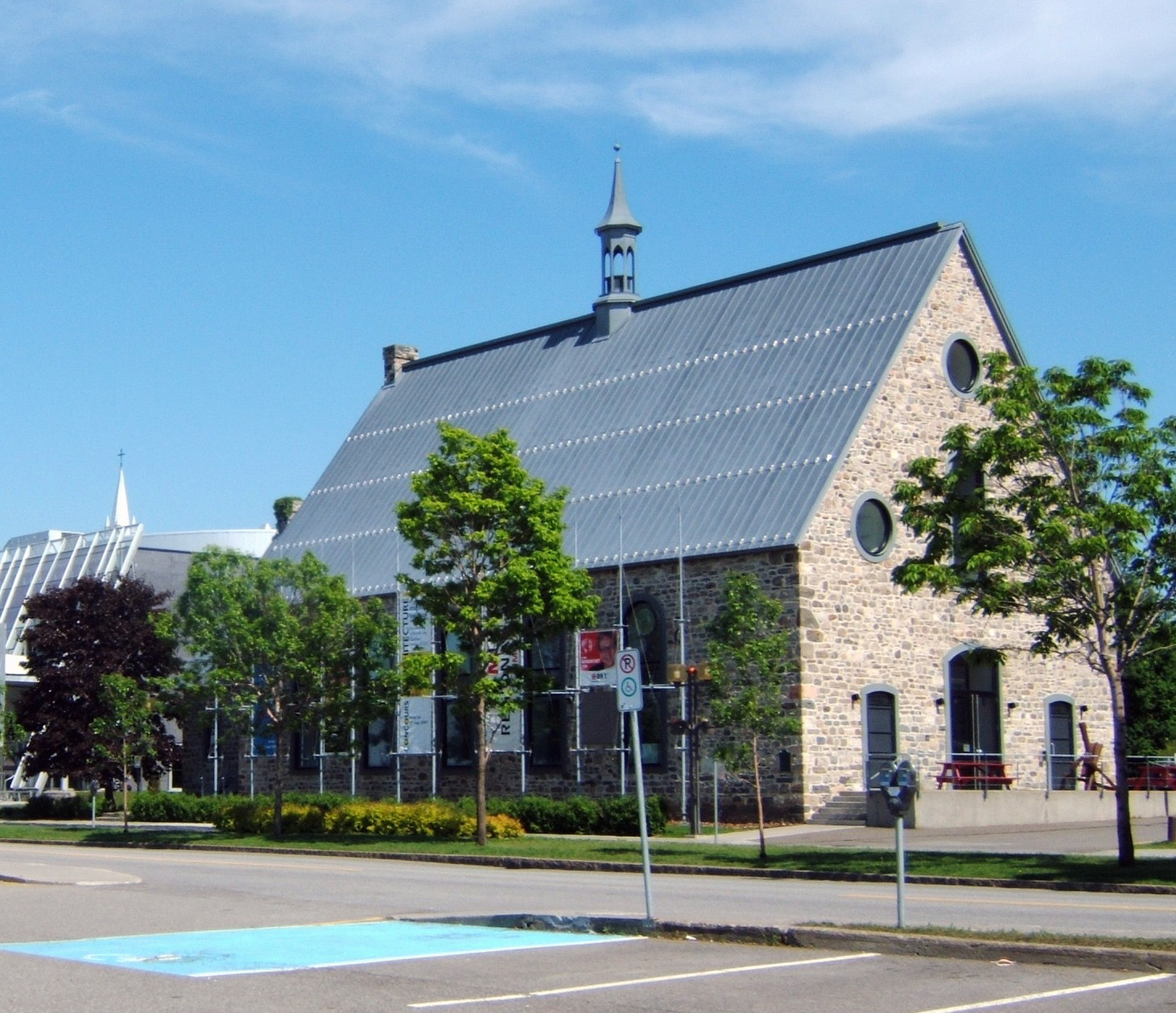
Le musée régional de Rimouski.

### Rimouski dans la fiction
On voit, dans le film Premier Contact (ou L'Arrivée) du réalisateur québécois Denis Villeneuve, la partie ouest de Rimouski depuis un hélicoptère, ainsi que le parc du Bic,,.

## Médias

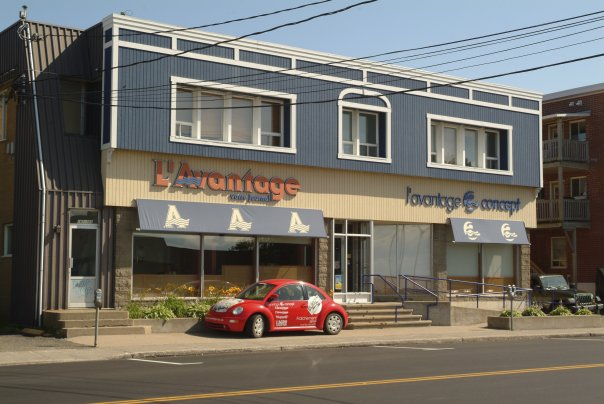
Bureau du journal L'Avantage en 2010.

| Journaux,                               | Télévisions                                    | Radios                                                      |
| --------------------------------------- | ---------------------------------------------- | ----------------------------------------------------------- |
| L'Avantage, hebdomadaire                | CJBR-DT, UHF 45 (2.1) (Radio-Canada, Publique) | CJBR-FM 89,1 FM (Première Chaîne de Radio-Canada, Privée)   |
| Busin'Est, mensuel                      | CFER-TV, VHF 11 (TVA, Privée)                  | CFYX-FM 93,3 FM (Privée)                                    |
| Journal Le Soir, quotidien électronique | CJPC-TV, UHF 18 (V, Privée)                    | CKMN-FM 96,5 FM (Communautaire)                             |
| Le Courrier du Fleuve, hebdomadaire     | CIVB-DT, UHF 22 (22.1) (Télé-Québec, Publique) | CIKI-FM 98,7 FM (ENERGIE, Privée)                           |
| Le Mouton Noir, mensuel                 | Télé-Cogeco (Communautaire)                    | CBRX-FM 101,5 FM (Espace Musique de Radio-Canada, Publique) |
| Vision, mensuel                         |                                                | CJOI-FM 102,9 FM (Rouge FM, Privée)                         |
|                                         |                                                | CIRA-FM-4 104,1 FM (Catholique, Radio Ville-Marie, Privée)  |

## Sports et loisirs

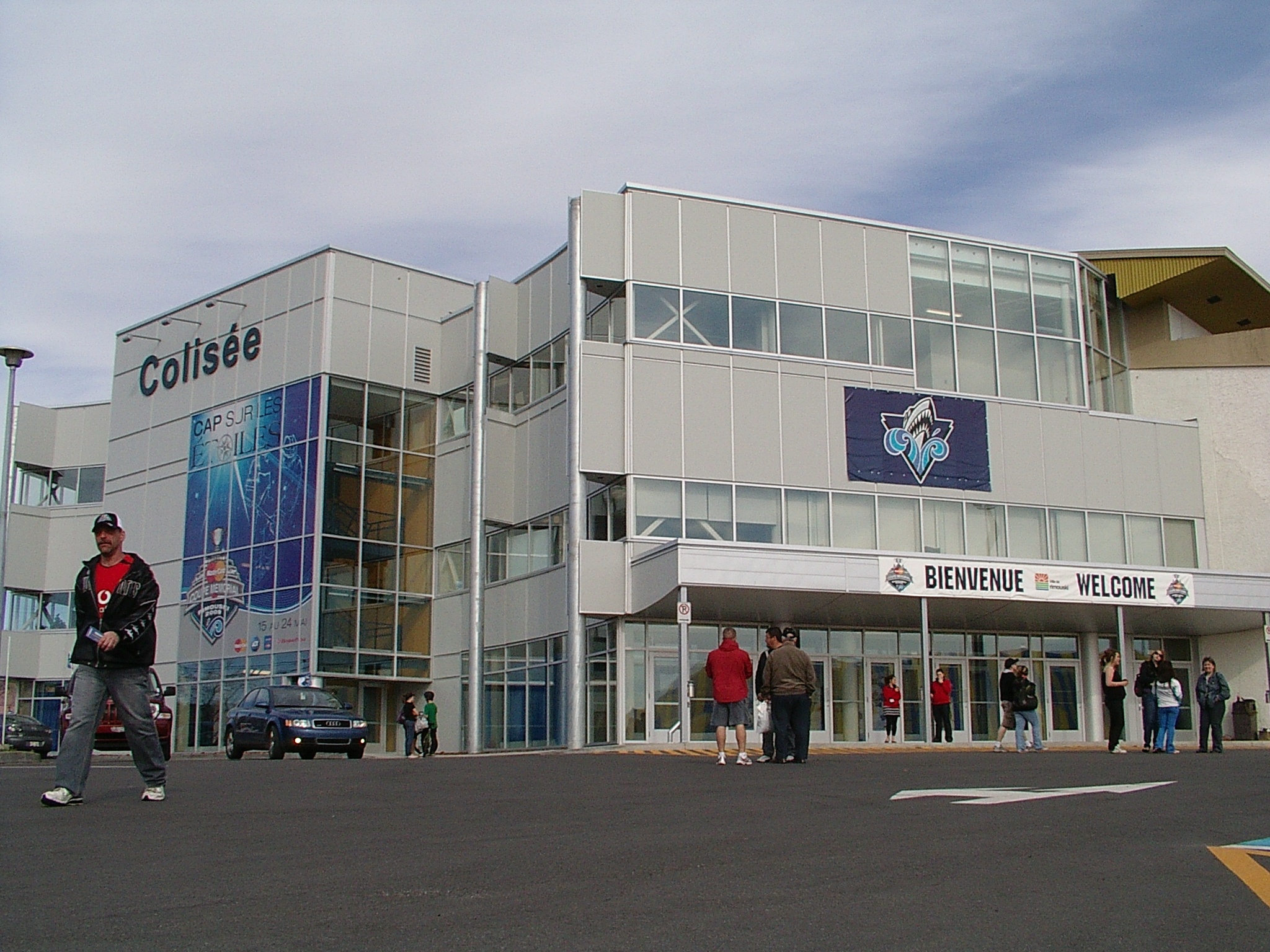
Colisée de Rimouski, lors du tournoi de la coupe Memorial (mai 2009).

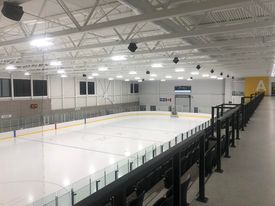
Complexe sportif Desjardins, vu de l'intérieur (décembre 2022).

Parmi les évènements sportifs qui se sont déroulés à Rimouski, notons que la ville a accueilli les
- Challenger Banque Nationale (2005-2014). Tournoi de tennis du circuit ATP Challenger Tour sous l'égide de Tennis Canada, une compétition d'envergure internationale[a 7],[119],[120].
- Championnats du monde de Scrabble francophone, juillet 2013, organisés par la Fédération québécoise[121]. Sélectionnée (2011) comme ville hôtesse.
- Coupe Memorial Pour la premier fois en mai 2009 ainsi qu'en 2025. Avril 2008, l'organisation de l'Océanic sélectionnée pour la tenue du prestigieux tournoi devant quatre autres villes de la Ligue de hockey junior majeur du Québec (LHJMQ)[122]. Tournoi annuel qui regroupe les champions des trois ligues juniors au Canada, incluant d'office l'équipe hôtesse. Couronnée équipe championne de la Ligue canadienne de hockey (LCH)[122] qui compte 60 équipes réparties dans trois ligues. LHJMQ, WHL ET OHL. L'Océanic est sacré champion Canadien pour la première fois en 2000.
- Jeux du Québec, hiver 1975, hiver 2001[123], été 2023.
- Le Parc du Mont-Comi, située à environ 30 minutes au sud-est de la ville de Rimouski est l'hôte d'une importante compétition annuelle: le snowmission.
- Tournoi provincial de hockey mineur de Rimouski, annuel (février).
- Tournoi national de Rimouski, annuel (juillet). Soccer.
- Tour cycliste de la relève international de Rimouski, annuel (juillet)[124].
- Marathon de Rimouski, Près de 5 000 marathoniens, quinzième (2016) édition[125], annuel (octobre)[126].
- Tournoi d'hockey mineur interrégional de Rimouski, annuel (novembre-décembre).

Arénas de Hockey à Rimouski
- Colisée Financière Sun Life[128],[129]. Domicile de l'Océanic de Rimouski de l'LHJMQ. Équipe de hochey junior Canadienne.(LCH)
- Complexe sportif Desjardins[130],[131].
- Pavillon Polyvalent[132].
- Pavillon multifonctionnel Le Bic[133].

Patinoires extérieures à Rimouski,,.
- Patinoire de Sacré-Coeur (Centre communautaire de Sacré-Coeur).
- Patinoire de Nazareth (Centre communautaire de Nazareth).
- Patinoire de Saint-Robert (Centre communautaire de Saint-Robert).
- Patinoire de Sainte-Odile (Centre communautaire de Sainte-Odile).
- Patinoire Terrasse Arthur-Buies (Centre communautaire Terrasse Arthur-Buies).
- Patinoire de Sainte-Blandine (Centre communautaire de Sainte-Blanide/Mont Lebel).
- Patinoire de Saint-Pie-X (Centre communautaire de Saint-Pie-X).
- Patinoire de Sainte-Agnès sud (Centre communautaire de Sainte-Agnès sud).
- Patinoire de Sainte-Agnès nord (Centre communautaire de Sainte-Agnès nord).
- Patinoire de Rimouski-est (Centre communautaire de Rimouski-est).
- Patinoire de Pointe-au-Père (Centre communautaire de Pointe-au-Père).

### Équipes sportives
Rimouski est représentée pas ces diverses équipes sportives.
- L'Océanic de Rimouski, hockey junior Canadien (LCH) dans la division du Québec (LHJMQ),

- Les Pionniers, équipes collégiales du Collège de Rimouski de diverses disciplines. Masculin et féminin. Réseau de sports étudiant du Québec (RSEQ).

- Le Nordet, équipes universitaires de l'Université de Rimouski (UQAR) de diverses disciplines. Masculin et féminin. Réseau de sports étudiant du Québec (RSEQ),

## Tourisme

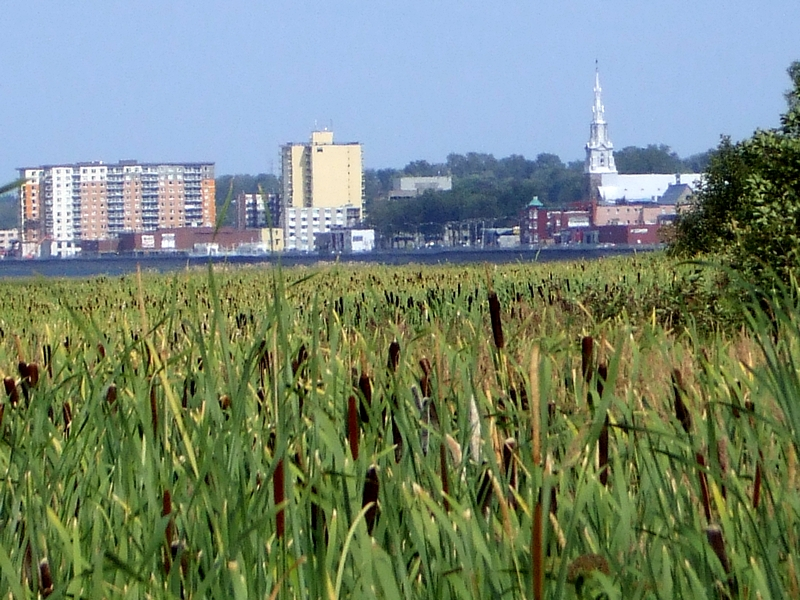
Vue de Rimouski à partir de la berge du fleuve, à l'ouest de la ville en 2013.

La société et de promotion économique de Rimouski (Soper). Depuis 2011, la Société est regroupée avec la Fondation Centre-ville et l'office de tourisme de Rimouski et des congrès, et assure le leadership des efforts collectifs du développement industriel, commercial et touristique de la ville. Ouvert toute l'année et en plein cœur du centre-ville, District Saint-Germain.
Ces organismes ont cessé d'exister. La Fondation Centre-ville (2003 -2010),, L'office de tourisme de Rimouski et des congrès ( -2011), Tourisme Rimouski, (1988-2011).
De juin à septembre, l'organisme organise des excursions à l'Île Saint-Barnabé. Les visiteurs peuvent y observer la faune et y pratiquer la randonnée pédestre. Il est également possible d'observer le Grand Héron, et de faire du camping.

## Organisations religieuses

Armoiries de l'archidiocèse de Rimouski.

Rimouski est le siège de l'archidiocèse de Rimouski. Le diocèse a été fondé le 15 janvier 1867, détaché de l'archidiocèse de Québec. Il a été élevé au titre d'archidiocèse en 1946 ; les diocèses de Baie-Comeau (détaché en 1882) et de Gaspé (détaché en 1922) lui sont suffragants. 2017 est le 150e anniversaire de la création du diocèse.
Bien que majoritairement de confession romaine catholique. Rimouski accueille différente communautés de confessions religieuses, regroupements ou variantes chrétiennes. Tel que l'Alliance chrétienne et missionnaire de Rimouski, l'Église baptiste Emmanuel de Rimouski, la Congrégation des témoins de Jéhovah, le Centre islamique de Rimouski et le Carrefour du plein Évangile (Pentecôtiste).

### Catholicisme

#### Lieux de cultes
Paroisses :
- Église Sainte-Cécile (Le Bic).

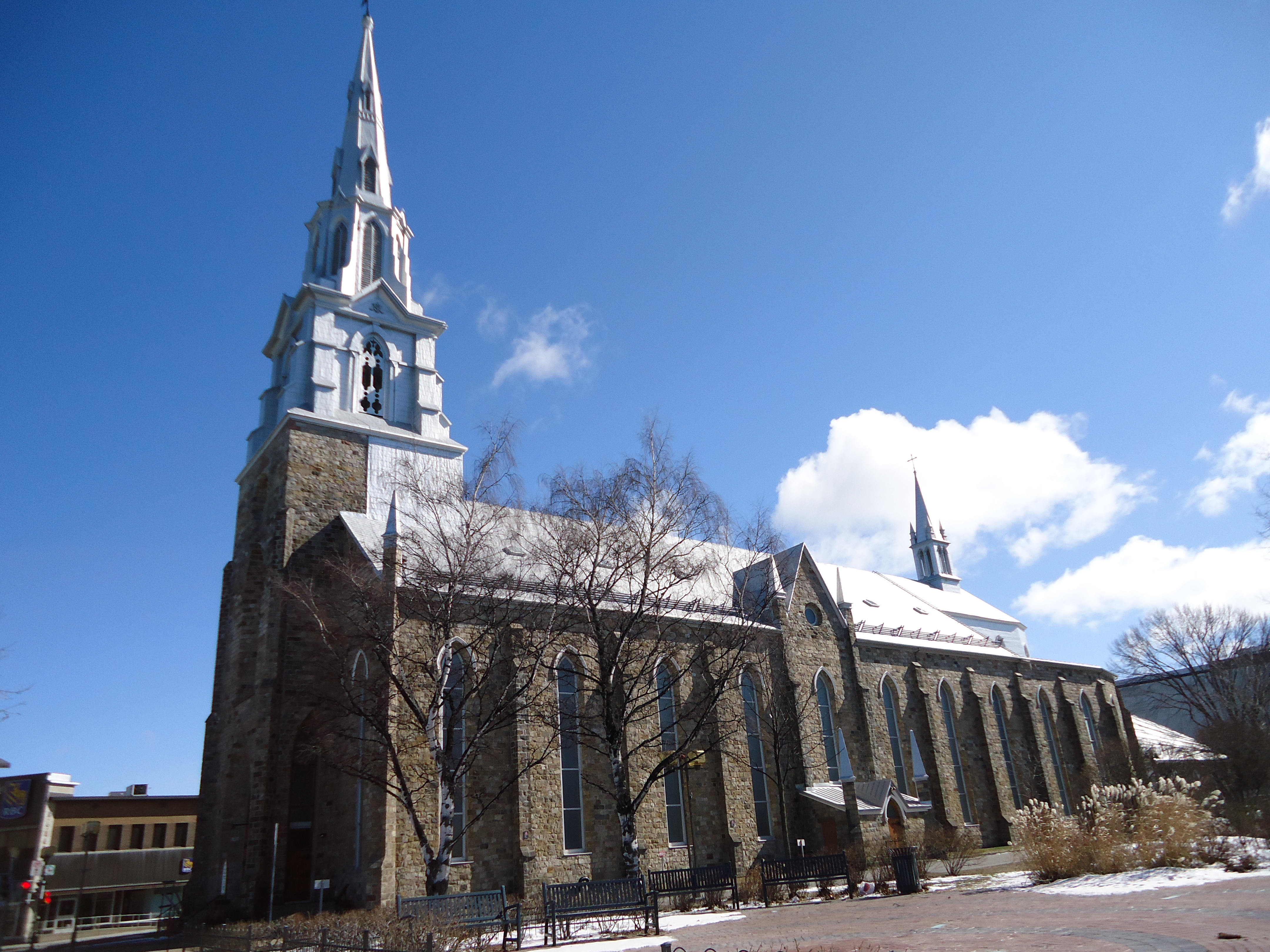
La cathédrale Saint-Germain de Rimouski en mars 2013.

- Église du sanctuaire de Sainte-Anne (District Pointe-au-Père).
- Église Notre-Dame-du-Sacré-Cœur (District Sacré-Cœur).
- Église Sainte-Blandine (District Saint-Blandine/Mont-Lebel).
- Cathédrale Saint-Germain de Rimouski (District Saint-Germain).
- Église Saint-Pie-X (District Saint-Pie-X).
- Église Saint-Robert-Bellarmin (District Saint-Robert).

#### Congrégations religieuses catholiques
- Congrégation des Sœurs de Notre-Dame du Saint-Rosaire, à l'origine les Sœurs des Petites-Écoles depuis le 14 septembre 1874. Jean Langevin, premier évêque de Rimouski, conscient de l'ignorance religieuse de son vaste diocèse, demande explicitement la collaboration de mademoiselle Élisabeth Turgeon pour assurer la présence d'institutrices auprès des enfants des écoles[140]. Leur Maison mère est construite de 1904 à 1907 et agrandie en 1939 et en 1957, et la chapelle est construite en 1958. Une nouvelle aile est ajoutée en 2011. Une école primaire, une maison de fin de vie, une rue, et une plaque commémorative au Musée régional soulignent la contribution de la congrégation.
- Filles de Jésus Kermaria depuis 1903.
- Frères de la Croix.
- Frères Récollets missionnaires (1701). Le père Bernardin Lebeauf ouvre le plus ancien registre paroissial (1701)[141]. Les Récollets, missionnaires en passage seront les premiers à y servir les fonctions de cultes avec les Jésuites. Première église en bois construite en 1711. Il s'agit d'une modeste construction en bois de 20 pieds de largeur sur 40 de longueur sise au même endroit que l'actuel musée régional de Rimouski érigée en 1824[142].
- Frères du Sacré-Cœur depuis 1921. École des Frères du Sacré-Cœur (1924-1963), servit à l'instruction des garçons[108]. Village des sources depuis 1995, lieu de ressourcement destiné aux jeunes.
- Jésuites (1663- ). La première présence des Jésuites serait celle d'Henri Nouvel, père - Jésuite (1621 ou 1624, Pézenas dans l'Hérault, France - entre octobre 1701 et octobre 1702 à la mission Saint-François-Xavier de la baie des Puants, États-Unis). Il aurait célébré la première messe 8 décembre 1663 à Rimouski (Pointe-au-père).
- Maison de la Madone, depuis novembre 2010.
- Maison provinciale des Ursulines du Québec. Entente avec le gouvernement du Québec le 21 juin 1904[143]. Les Ursulines de Québec sont venues à Rimouski, pour répondre aux attentes de André-Albert Blais, évêque du diocèse de Rimouski. Ce dernier avait vu « la nécessité et l'urgence de la fondation d'une École normale de filles à Rimouski, pour le bien et la formation des jeunes filles qui se destineront à devenir institutrices dans les régions éloignées et d'un accès plus difficile, de la Gaspésie en particulier », selon les mots mêmes du mémoire présenté par l'évêque au secrétaire de la province de Québec, le 15 novembre 1903.
- Servantes de Jésus-Marie (1918-2009).
- Sœurs de la Charité, dit Filles de la Charité.
- Sœurs de l'Immaculée Conception.
- Sœurs de la Sainte-Famille.

## Organismes communautaires et environnementaux
Les onze districts possèdent leurs propres installations : salles polyvalentes, pratique de sports quatre saisons, activités de détente et location.

### Gestion des déchets, des matières recyclables et organiques
La ville de Rimouski possède ses propres installations sous forme d'un écocentre qui lui permet de valoriser ces différentes matières telles que. Bois, béton, carton, verre, plastiques, métaux ferreux et non ferreux, matières compostables, résidus dangereux, accessoires de maison, matériaux et équipements électriques, meubles. Offert aux citoyens et aux entrepreneurs de son territoire ou avec celles qui possèdent une entente avec la ville.Cette installation gère également l'enfouissement des rebuts.

## Personnalités
- Martine Albert, athlète.

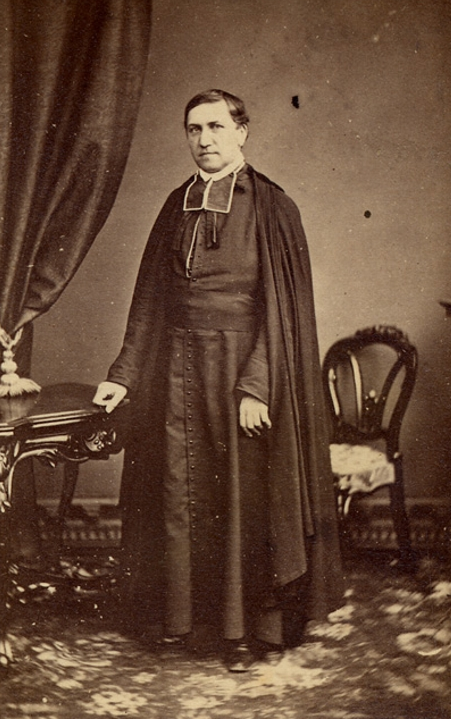
Jean Langevin, premier évêque de Rimouski.

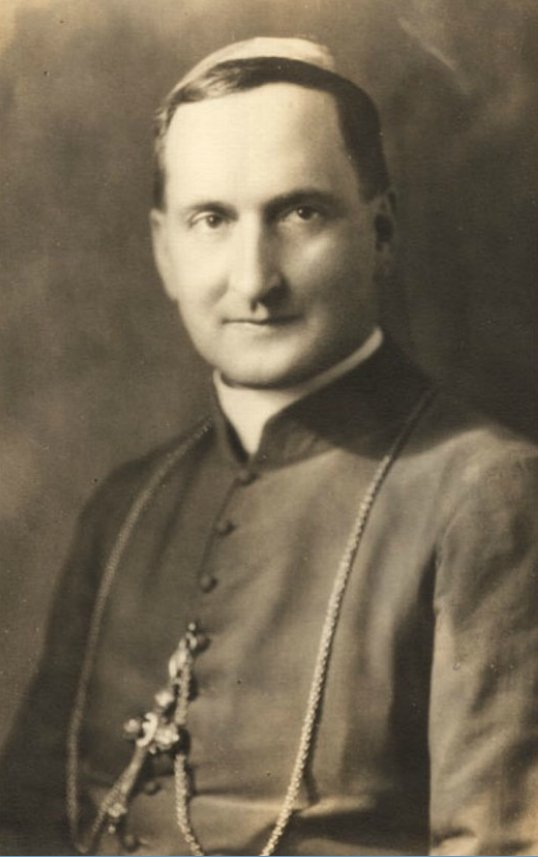
Georges-Alexandre Courchesne, premier archevêque de Rimouski.

- Jean Bédard, essayiste, romancier et philosophe.
- Philomène Belliveau, artiste.
- Jean Brillant, soldat[146].
- Jules-André Brillant, homme d'affaires et conseiller législatif[147].
- Maxime Catelier, poète, essayiste et romancier.
- Toussaint Cartier, ermite[148] sur l'île Saint-Barnabé.
- Isabelle Charest, athlète et femme politique.
- Georges-Alexandre Courchesne, 1er archevêque.
- Boucar Diouf, biologiste, océanographe, humoriste, conteur, écrivain, chroniqueur et animateur de télévision.
- Eugène Fiset, médecin, militaire, homme politique[149].
- Éric Forest, homme d'affaires et homme politique.
- Pierre Harvey, athlète[150].
- Madeleine Huguenin, écrivaine, journaliste, romancière et éditrice.
- Jean Langevin, 1er évêque.
- Roger Langevin, Enseignant, sculpteur et artiste des arts visuels.
- Luc Lavoie, écrivain, politicologue et chroniqueur radio, de télévision et de la presse écrite. Colonel honoraire et employé de l'État sous Brian Mulroney.
- Fanny Lauzier, actrice.
- Lawrence Lepage, auteur-compositeur-interprète.
- René Lepage de Sainte-Claire seigneur-fondateur de Rimouski.
- Normand Lévesque, acteur.
- Geneviève Rioux, écrivaine.
- Isidore Soucy, violoneux folklorique[151],[152].
- Jacqueline Thériault, docteure en sciences de l'éducation et professeur émérite.
- Suzanne Tremblay professeure et femme politique.
- Sœur Élisabeth Turgeon enseignante, fondatrice de congrégation.
- Monique Vézina, femme politique et gestionnaire québécoise.
- Bernard Voyer, explorateur et conférencier[150].

## Panorama

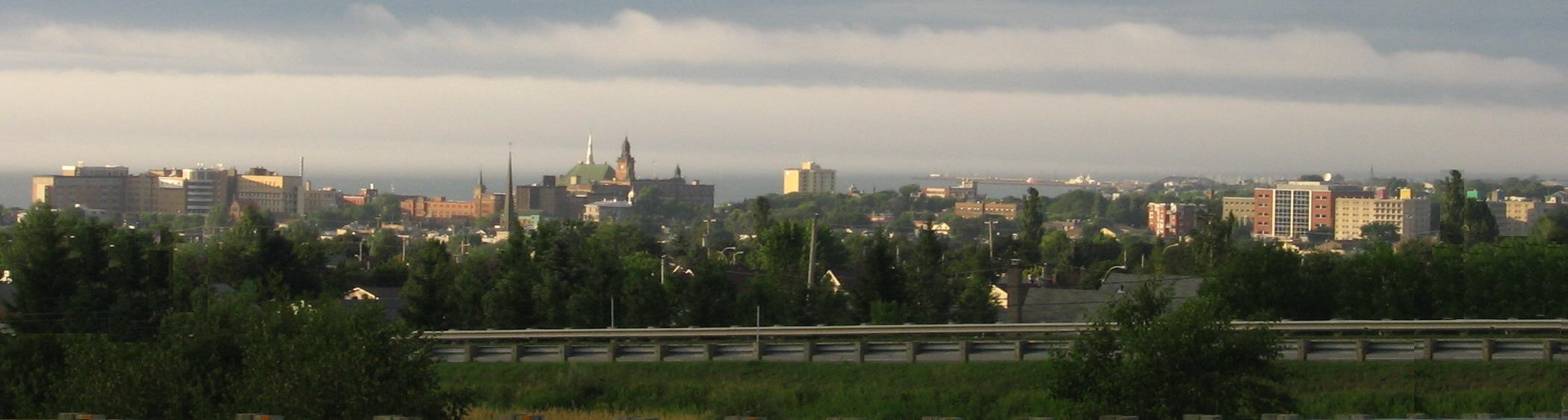
Panorama d'été de Rimouski, en direction du fleuve.

#### Ville de Rimouski
1. ↑  Ville de Rimouski, « Conseil municipal » (consulté le 27 novembre 2017).
2. 1 2 3  Ville de Rimouski, « Rimouski - Parcs industriels et technologiques » (consulté le 21 novembre 2012).
3. ↑  Ville de Rimouski, « La Fondation Centre Ville Rimouski » (consulté le 21 novembre 2012).
4. ↑  Ville de Rimouski, « Circulation et transport - Société de transport de Rimouski » (consulté le 23 avril 2013).
5. ↑  Ville de Rimouski, « Loisirs, culture et vie communautaire - Salle DESJARDINS-TELUS » (consulté le 20 juin 2012).
6. ↑  Ville de Rimouski, « Loisirs, culture et vie communautaire - Théâtre du Bic » (consulté le 20 juin 2012).
7. ↑  Ville de Rimouski, « Challenger Banque Nationale de Rimouski » (consulté le 23 avril 2013).
8. 1 2  Ville de Rimouski, Tourisme Rimouski, « Qui sommes-nous », sur Office du tourisme de Rimouski (consulté le 27 juin 2015).
9. ↑  Ville de Rimouski, « Visiteurs » (consulté le 22 juillet 2011).

- Paul Larocque (dir.) et al., Rimouski depuis ses origines, Rimouski, Société d'histoire du Bas-Saint-Laurent, Société de généalogie et d'archives de Rimouski et le GRIDEQ, 2006, 411 p.

1. ↑  Larocque 2006, p. 410-411

#### Autres articles et ouvrages
1. 1 2  Québec, « Rimouski », sur Commission de toponymie du Québec, 2012 (consulté le 1er mars 20123).
2. ↑  Laurent 1884, p. 219, cité par la Commission de toponymie du Québec.
3. ↑  « Charles Guay premier historien de Rimouski – Le Mouton Noir », sur moutonnoir.com (consulté le 23 avril 2015).
4. ↑  L'Abbé Charles CHS. Guay, Chronique de Rimouski, Québec, P.-G. Deslise, imprimeur, 1873, 419 p.
5. ↑  Abbé Charles Guay, Chronique de Rimouski, Québec, P.G. Delisle imprimeur, 1873, 417 p. (lire en ligne)
6. ↑  « Commission de toponymie », sur toponymie.gouv.qc.ca (consulté le 7 janvier 2016).
7. ↑  Gouvernement du Québec, « Répertoire des municipalités : Rimouski », sur Ministère des Affaires municipales, Régions et Occupation du territoire (consulté le 30 janvier 2011).
8. ↑  Jean-Charles Fortin, « La genèse d’une capitale régionale : Rimouski », Université du Québec, Institut national de la recherche scientifique - Urbanisation, culture et société, sur Encyclobec, 2003 (consulté le 18 octobre 2012).
9. 1 2  Livernoche 1996, p. 5.
10. 1 2  Livernoche 1996, p. 7.
11. ↑  Livernoche 1996, p. 6.
12. ↑  MRC de Rimouski-Neigette, LA DESCRIPTION DU TERRITOIRE, chapitre II, Rimouski, MRC de Rimouski-Neigette, 20??, 18 p., p. 13
13. ↑   Québec. « Décret no 1011-2001 sur le regroupement des villes de Rimouski et de Pointe-au-Père, de la Municipalité de Mont-Lebel, du Village de Rimouski-Est et des paroisses de Sainte-Blandine et de Sainte-Odile-sur-Rimouski », Gazette officielle du Québec, partie II, vol. 133, no 37A, p. 6285 [lire en ligne (page consultée le 22 mars 2013)]
14. ↑   Québec. « Limites du territoire de la Municipalité du Bic à annexer à la Ville de Rimouski, dans la municipalité régionale de comté de Rimouski-Neigette », Gazette officielle du Québec, partie II, vol. 141, no 37A, p. 4701A [lire en ligne (page consultée le 22 mars 2013)]
15. ↑  (en) « Dans l’œil du collectionneur n° 4 – Arrivée du Lady Grey à Québec avec les victimes du naufrage de l’Empress of Ireland (Pathé, 1914) », sur zoom-out.ca (consulté le 27 mai 2021).
16. ↑  Richard Saindon, « Le Camp 55 | journal le soir », 17 novembre 2020 (consulté le 15 janvier 2022).
17. 1 2  Shanelle Guérin, « L’un des derniers vestiges du Camp 55 de Rimouski pourrait devenir un immeuble à logements », sur Radio-Canada, 11 novembre 2021 (consulté le 13 août 2025)
18. ↑  Sophie Martin, « Des affiches de l’époque de la Deuxième Guerre mondiale découvertes à Rimouski », sur Radio-Canada, 11 novembre 2021 (consulté le 13 août 2025)
19. ↑  « Saint Pie-X - Société rimouskoise du patrimoine » (consulté le 15 janvier 2022).
20. ↑  « L’ancien bâtiment du ministère des Transports est vendu », sur lavantage.qc.ca (consulté le 15 janvier 2022).
21. ↑  Jean-Charles Fortin, « « La Nuit Rouge », l’incendie de Rimouski en 1950 », Université du Québec, Institut national de la recherche scientifique - Urbanisation, culture et société, sur Encyclobec, 2003 (consulté le 30 décembre 2012).
22. ↑  Brigitte Pouliot, « La nuit rouge », dans Mosaïque rimouskoise : une histoire de Rimouski, Rimouski, « Comité des fêtes du cent cinquantième anniversaire de la paroisse Saint-Germain de Rimouski », 1979, 810 p. (ISBN 2980000809), p. 545-575
23. 1 2  « Armoiries », sur Ville de Rimouski (consulté le 30 juin 2016).
24. 1 2  Québec, « Zones de végétation et domaines bioclimatiques du Québec », Ministère des Ressources naturelles (consulté le 27 juin 2015).
25. 1 2  Boucher, Arseneault et Sirois 2009, p. 61.
26. ↑  Boucher, Arseneault et Sirois 2009, p. 63.
27. ↑  Boucher, Arseneault et Sirois 2009, p. 64-65.
28. 1 2  Boucher, Arseneault et Sirois 2009, p. 65.
29. ↑  Boucher, Arseneault et Sirois 2009, p. 66.
30. ↑  « Élections en cours et à venir », sur Élections Québec (consulté le 27 janvier 2023).
31. ↑  « Commission scolaire des Phares - Écoles primaires », sur Commission scolaire des Phares (consulté le 27 décembre 2016).
32. ↑  « Commission scolaire des Phares - Écoles secondaires », sur Commission scolaire des Phares (consulté le 27 décembre 2016).
33. ↑  Julie Tremblay, « Le Conservatoire de musique Rimouski fête ses 50 ans », sur Radio-Canada, 28 octobre 2023 (consulté le 13 août 2025)
34. 1 2  « Conservatoire de musique de Rimouski », sur Conservatoire de musique et d'art dramatique du Québec (consulté le 27 décembre 2016).
35. ↑  « Cégep de Rimouski - Répertoire du patrimoine culturel du Québec », sur www.patrimoine-culturel.gouv.qc.ca (consulté le 18 mars 2025)
36. ↑  « École de marine - Société rimouskoise du patrimoine » (consulté le 18 mars 2025)
37. ↑  « Palmarès des cégeps québécois : Rimouski se démarque », L'Avantage,‎ 1er mars 2022 (lire en ligne, consulté le 2 mars 2022)
38. ↑  « Les grands moments de l'histoire de l'Océanic de Rimouski », sur RDS.ca (consulté le 21 février 2022).
39. ↑  « L’UQAR au premier rang en recherche dans sa catégorie au Canada », sur lavantage.qc.ca (consulté le 26 janvier 2022).
40. ↑  Radio-Canada, « L’UQAR se démarque à nouveau parmi les universités canadiennes », sur Radio-Canada, 26 janvier 2022 (consulté le 13 août 2025)
41. ↑  La rédaction, « L’UQAR demeure au sommet, en recherche | journal le soir », 26 janvier 2022 (consulté le 26 janvier 2022).
42. ↑  « La SOPER est lauréate du prix Performance FTQ », sur lavantage.qc.ca (consulté le 11 janvier 2022).
43. ↑  « Rimouski dépasse Rivière-du-Loup au palmarès des meilleures villes entrepreneuriales », sur ici.radio-canada.ca (consulté le 9 janvier 2022).
44. ↑  Journal l'Avantage, « Rimouski gagne 40 places au classement canadien des villes où il fait bon vivre », Périodique,‎ 2 août 2018 (lire en ligne)
45. ↑  « Rimouski, la ville du bonheur », sur tourismexpress.com (consulté le 9 janvier 2022).
46. ↑  Larocque 2006, p. 343-344.
47. ↑  Larocque 2006, p. 344.
48. 1 2  Larocque 2006, p. 347.
49. ↑  Radio-Canada, « Le mouvement défusionniste atteint l'Est du Québec, mais épargne Rimouski », Radio-Canada Nouvelles,‎ 21 mai 2004 (lire en ligne, consulté le 3 mars 2013)
50. ↑  « Institut des sciences de la mer (ISMER) », sur Institut des sciences de la mer (ISMER) (consulté le 23 mars 2013).
51. ↑  Innovation maritime
52. ↑  Centre de recherche sur les biotechnologies marines (CRBM)
53. ↑  Observatoire global du Saint-Laurent (OGSL)
54. 1 2  Éric Gagnon, « Fusion SOPER, Tourisme Riki et Fondation centre-ville », 23 novembre 2011 (consulté le 8 janvier 2016).
55. 1 2  « Société de promotion économique de Rimouski » Bilan 2011 de la SOPER: La fusion est maintenant officielle! », sur soper-rimouski.ca (consulté le 8 janvier 2016).
56. ↑  Julie Tremblay, « L’UQAR accueillera un nouveau pavillon de médecine vétérinaire », sur Radio-Canada, 25 mars 2022 (consulté le 13 août 2025)
57. ↑  Pierre Michaud, « Vieux pont de Rimouski : entre 20 M$ et 30 M$ en travaux | journal le soir », 20 janvier 2022 (consulté le 22 janvier 2022).
58. ↑  Pierre Michaud, « « Une date historique pour Rimouski » | journal le soir », 18 janvier 2022 (consulté le 18 janvier 2022).
59. ↑  Jean-Philippe Guilbault, « Projet de 150 logements pour remplacer l’église Sainte-Agnès de Rimouski », sur Radio-Canada, 15 juillet 2021 (consulté le 13 août 2025)
60. ↑  Pierre Michaud, « Groupe Tanguay mijote un projet majeur le long de la 2e rue Est | journal le soir », 18 août 2020 (consulté le 9 janvier 2022).
61. ↑  Pierre Michaud, « Imposant projet de développement résidentiel | journal le soir », 19 juillet 2021 (consulté le 9 janvier 2022).
62. ↑  Jérôme Lévesque-Boucher, « Début des travaux lundi au pavillon d'enseignement de la Faculté de médecine de Rimouski », sur Radio-Canada, 15 août 2021 (consulté le 13 août 2025)
63. ↑  Jean-François Bouchard, « Début des travaux de construction du pavillon d'enseignement préclinique à l'Hôpital régional de Rimouski », sur uqar.ca (consulté le 9 janvier 2022).
64. ↑  Marie-Christine Rioux, « Construction TechniPro BSL construira le Lab-École de Rimouski », sur Radio-Canada, 10 novembre 2021 (consulté le 13 août 2025)
65. ↑  « Début des travaux de construction d'une maison des aînés et alternative à Rimouski », sur quebec.ca (consulté le 9 janvier 2022).
66. ↑  Édouard Beaudoin, « La Société Angus veut construire 500 logements au centre-ville de Rimouski », sur Radio-Canada, 2 février 2024 (consulté le 28 février 2024).
67. ↑  « Carte du réseau - Orléans Express » (consulté le 7 juillet 2025)
68. ↑  MapArt 2008, p. 398
69. ↑  Radio-Canada, « Québec acquiert quatre ports fédéraux dans l'Est-du-Québec », sur Radio-Canada, 30 mars 2020 (consulté le 13 août 2025)
70. ↑  « Infrastructures portuaires - Transports Québec », sur transports.gouv.qc.ca (consulté le 10 janvier 2021).
71. ↑  « port de rimouski-est - Recherche Google », sur google.com (consulté le 10 janvier 2021).
72. ↑  « Traverse Rimouski-Forestville - Le bateau », sur Traverse Rimouski-Forestville (consulté le 12 mai 2013).
73. ↑  Richard Saindon, « Le quai de Rimouski a près de 170 ans ! | journal le soir », 21 décembre 2021 (consulté le 15 janvier 2022).
74. ↑  « Notre navire | Relais Nordik » (consulté le 10 janvier 2021).
75. ↑  « Desgagnés - Au coeur de la marine marchande canadienne », sur Desgagnés (consulté le 10 janvier 2021).
76. ↑  « Relais Nordik » (consulté le 10 janvier 2021).
77. ↑  « SOPER - Développement économique à Rimouski », sur SOPER (consulté le 10 janvier 2021).
78. ↑  « Quelques préparatifs et la pêche au crabe pourra débuter », sur lavantage.qc.ca (consulté le 10 janvier 2021).
79. ↑  https://ici.radio-canada.ca/nouvelle/2016390/velo-montagne-fatbike-beausejour-plein-air
80. 1 2  Centre de santé et de services sociaux de Rimouski-Neigette, « Qui sommes-nous » (consulté le 6 août 2012).
81. 1 2  ASSS du Bas-Saint-Laurent, « Le réseau de la santé et des services sociaux du Bas-Saint-Laurent », sur Le Bas-Saint-Laurent, 28 octobre 2009 (consulté le 7 août 2012).
82. ↑  Association du cancer de l'Est du Québec, « Hébergement, entraide, information, soutien psychosocial », sur aceq.org (consulté le 12 janvier 2016).
83. ↑  « Association du cancer de l'Est du Québec - Hébergement, entraide, information, soutien psychosocial - Des services réconfortants - Hôtellerie Omer-Brazeau - Services offerts », sur aceq.org (consulté le 12 janvier 2016).
84. ↑  « Nouvelles », sur maisonmarieelisabeth.ca (consulté le 12 janvier 2016).
85. ↑  http://lesgrandesfetes.com/festival Site officiel des Grandes Fêtes Telus (anciennement les Grandes Fêtes du Saint-Laurent)
86. ↑  Sophie Martin, « Le Carrousel international du film de Rimouski fait faillite », sur Radio-Canada, 27 janvier 2025 (consulté le 13 août 2025)
87. ↑  Zone Regions - ICI.Radio-Canada.ca, « Un premier Bière Fest à Rimouski », sur Radio-Canada.ca (consulté le 12 janvier 2016).
88. ↑  « Bière Fest de Rimouski: un nouvel événement pour promouvoir les microbrasseries québécoises », sur Le Journal de Québec (consulté le 12 janvier 2016).
89. ↑  « 200 chiens de race pure seront en compétition à Rimouski », sur lavantage.qc.ca (consulté le 16 juillet 2019).
90. ↑  Zone Économie- ICI.Radio-Canada.ca, « Les Terrasses urbaines se déploient au centre-ville de Rimouski », sur Radio-Canada.ca (consulté le 16 juillet 2019).
91. ↑  Olivier Therriault, « Île Saint-Barnabé : la grande traversée à pied revient en août | Journal Le Soir », 21 juillet 2023 (consulté le 26 octobre 2023).
92. 1 2  Josyka Levesque, « Quatre musées de Rimouski se regroupent en réseau », sur Le Bas-Saint-Laurent, 22 juin 2011 (consulté le 11 juillet 2011).
93. ↑  Site historique de la Maison Lamontagne, « Site historique de la Maison Lamontagne - Détails » (consulté le 17 mai 2011).
94. ↑  « Lieu historique national du Canada du Phare-de-Pointe-au-Père », sur Lieux patrimoniaux du Canada (consulté le 16 mai 2011).
95. ↑  Site historique maritime de la Pointe-au-Père, « Qui sommes nous ? - La mission » (consulté le 17 mai 2011).
96. ↑  Site historique maritime de la Pointe-au-Père, « Le projet du sous-marin » (consulté le 7 février 2012).
97. ↑  Drouin, Édith, « Près de 1,4 M$ pour transformer l’ancien presbytère du Bic en bibliothèque », Radio-Canada,‎ 6 mai 2019 (lire en ligne)
98. ↑  Coopérative de solidarité Paradis.
99. ↑  « Ensemble Antoine Perreault »(Archive.org • Wikiwix • Archive.is • Google • Que faire ?), 15 janvier 2010 (consulté le 26 août 2018).
100. ↑  Opéra-Théâtre de Rimouski, « Opéra-Théâtre de Rimouski - Historique » (consulté le 16 mai 2013).
101. ↑  « Ministère de la Culture et des Communications du Québec - Salle de spectacle de Rimouski (Desjardins-Telus) » (consulté le 28 avril 2013).
102. ↑  « La salle de spectacles de l'école Paul-Hubert porte un nouveau nom », L'Avantage Rimouski,‎ 29 mars 2015 (lire en ligne, consulté le 5 novembre 2016)
103. ↑  « Michel Leblanc prête son nom à la salle de spectacle de l’école Paul-Hubert | Journal PH », sur journalph.csphares.qc.ca (consulté le 5 novembre 2016).
104. ↑  Zone Arts- ICI.Radio-Canada.ca, « Il y a 30 ans, une grange était transformée en théâtre au Bic », sur Radio-Canada.ca (consulté le 25 juillet 2019).
105. ↑  « Théâtre du Bic - Théâtre du Bic », sur theatredubic.com (consulté le 10 janvier 2016).
106. ↑  « Bibliothèques », sur ville.rimouski.qc.ca (consulté le 9 janvier 2016).
107. ↑  « Cégep de Rimouski », sur cegep-rimouski.qc.ca (consulté le 16 janvier 2016).
108. 1 2  « Répertoire du patrimoine culturel du Québec », sur patrimoine-culturel.gouv.qc.ca (consulté le 14 janvier 2016).
109. ↑  Agence Parcs Canada, Gouvernement du Canada, « Parcs Canada - Lieu historique national du Canada du Phare-de-Pointe-au-Père », sur pc.gc.ca (consulté le 3 janvier 2016).
110. ↑  « Lieu historique national du Canada du Phare-de-Pointe-au-Père », sur lieuxpatrimoniaux.ca (consulté le 3 janvier 2016).
111. ↑  Radio Canada International, « Canada : 74 nouveaux phares protégés », sur Radio Canada International (consulté le 4 janvier 2016).
112. ↑  « Portail JPFIL - Station maritime de Pointe-au-Père au début du 20e siècle », sur jpfil.com (consulté le 8 janvier 2016).
113. ↑  Johanne fournier, « L'arrivée de Denis Villeneuve, une fierté pour Saint-Fabien », 11 novembre 2016 (consulté le 13 février 2017).
114. ↑  Edith Drouin, « Le public rimouskois séduit par le nouveau film de Denis Villeneuve », sur Radio-Canada.ca, 11 novembre 2016 (consulté le 13 février 2017).
115. ↑  Adeline Mantyk, « Premières images du film tourné en partie à Saint-Fabien », 10 août 2016 (consulté le 13 février 2017).
116. ↑  Richard Saindon, « Histoire de la presse écrite à Rimouski – Partie 1 », 26 janvier 2021 (consulté le 26 janvier 2023).
117. ↑  Richard Saindon, « Histoire de la presse écrite à Rimouski – 2e partie », 9 février 2021 (consulté le 26 janvier 2023).
118. ↑  Richard Saindon, « Il y a 65 ans CJBR-TV entrait en ondes », 29 octobre 2019 (consulté le 26 janvier 2023).
119. ↑  Charles Lepage, « Un niveau de jeu de plus en plus relevé au Challenger Banque Nationale de Rimouski », L'Avantage,‎ 20 mars 2013 (lire en ligne)
120. ↑  Zone Regions - ICI.Radio-Canada.ca, « Rimouski perd le tournoi de tennis Challenger », sur Radio-Canada.ca (consulté le 11 janvier 2016).
121. ↑  Carl Thériaut, « Championnat mondial de Scrabble : Rimouski attend les meilleurs en 2013 », Le Soleil,‎ 24 septembre 2011 (ISSN 0319-0730, lire en ligne)
122. 1 2  (en) Karl Jahnke, « Rimouski wins 2009 MasterCard Memorial Cup bid » (consulté le 23 avril 2013).
123. ↑  Gouvernement du Québec, « Jeux du Québec - Historique », sur Jeux du Québec (consulté le 5 mars 2013).
124. ↑  « Tour de la relève internationale de Rimouski », sur tourdelareleve.ca (consulté le 11 janvier 2016).
125. ↑  Agence QMI, « Le Marathon de Rimouski bat plusieurs records », Le Journal de Montréal,‎ 3 octobre 2016 (lire en ligne, consulté le 2 février 2017)
126. ↑  http://www.marathonderimouski.ca/
127. 1 2  « Arénas et patinoires », sur Ville de Rimouski (consulté le 17 décembre 2022).
128. ↑  « The QMJHL Arena Guide - Colisée Financière Sun Life, Rimouski Océanic », sur qmjhlarenaguide.com (consulté le 17 décembre 2022).
129. ↑  « Colisée Financière Sun Life | Rubrique | Rimouski », sur Ville de Rimouski (consulté le 17 décembre 2022).
130. ↑  « Complexe sportif Desjardins | Rubrique | Rimouski », sur Ville de Rimouski (consulté le 17 décembre 2022).
131. ↑  Johanne Fournier, « Le Complexe sportif Desjardins de Rimouski inauguré », LeSoleil,‎ 22 février 2019 (lire en ligne)
132. ↑  « Pavillon polyvalent | Rubrique | Rimouski », sur Ville de Rimouski (consulté le 17 décembre 2022).
133. ↑  « Pavillon multifonctionnel du Bic | Rubrique | Rimouski », sur Ville de Rimouski (consulté le 21 janvier 2023).
134. ↑  Ville de Rimouski, « Horaire des patinoires extérieures » [PDF].
135. ↑  « Centres communautaires », sur Ville de Rimouski (consulté le 17 décembre 2022).
136. ↑  « Société de promotion économique de Rimouski » À propos », sur soper-rimouski.ca (consulté le 12 janvier 2016).
137. ↑  « Excursions à l'Île Saint-Barnabé » (consulté le 27 juin 2015).
138. ↑  (en) Archdiocese of Rimouski, sur Catholic-hierarchy.org.
139. ↑  « Les églises du Diocèse de Rimouski », sur dioceserimouski.com (consulté le 13 janvier 2016).
140. ↑  « Congrégation des Sœurs de Notre-Dame du Saint-Rosaire », sur soeursdusaintrosaire.org (consulté le 7 janvier 2016).
141. ↑  « Histoire religieuse du diocèse de Rimouski », sur erudit.org (consulté le 10 janvier 2016).
142. ↑  Cathédrale Saint-Germain de Rimouski
143. ↑  « Ursulines de l'Union Canadienne - Canada, Japon, Pérou et Philippines », sur ursulines-uc.com (consulté le 7 janvier 2016).
144. ↑  « Centres communautaires », sur ville.rimouski.qc.ca (consulté le 10 janvier 2016).
145. ↑  « Écocentre | Rubrique | Rimouski », sur Ville de Rimouski (consulté le 26 octobre 2023).
146. ↑  Saindon 1995, p. 242-244.
147. ↑  Saindon 1995, p. 258-264.
148. ↑  Claude La Charité, « Les neuf vies de Toussaint Cartier », vol xxii no 3, janvier-février 2017 (consulté le 12 février 2017).
149. ↑  Saindon 1995, p. 187-189.
150. 1 2  Larocque 2006, p. 349.
151. ↑  La rédaction, « La musique d’Isidore Soucy reprend vie en téléprésence | journal le soir », 7 mars 2020 (consulté le 30 novembre 2021).
152. ↑  « Isidore Soucy », sur mustrad.udenap.org (consulté le 18 décembre 2021).